# Liste des monuments historiques protégés en 1965
Cet article recense les monuments historiques français classés ou inscrits en 1965.

## Protections
| Édifice                                                                                 | Commune                     | Département         | Région                     | Protection | Base Mérimée | Coordonnées                        | Image             |
| --------------------------------------------------------------------------------------- | --------------------------- | ------------------- | -------------------------- | ---------- | --- | ---------------------------------- | ----------------- |
| Maison                                                                                  | Pérouges                    | Ain                 | Auvergne-Rhône-Alpes       | inscrit    | « PA00116505 », notice no PA00116505 | 45° 54′ 12″ nord, 5° 10′ 47″ est   |                   |
| Église Saint-Jean-Baptiste                                                              | Saint-Jean-sur-Veyle        | Ain                 | Auvergne-Rhône-Alpes       | inscrit    | « PA00116553 », notice no PA00116553 | 46° 15′ 26″ nord, 4° 54′ 53″ est   |                   |
| Château de La Fère                                                                      | La Fère                     | Aisne               | Hauts-de-France            | classé     | « PA00115666 », notice no PA00115666 | 49° 39′ 49″ nord, 3° 21′ 58″ est   |                   |
| Église Saint-Nicolas de La Ferté-Milon                                                  | La Ferté-Milon              | Aisne               | Hauts-de-France            | classé     | « PA00115675 », notice no PA00115675 | 49° 10′ 46″ nord, 3° 07′ 29″ est   |                   |
| Hospice départemental de Montreuil                                                      | Laon                        | Aisne               | Hauts-de-France            | inscrit    | « PA00115726 », notice no PA00115726 | 49° 34′ 13″ nord, 3° 36′ 09″ est   |                   |
| Église Saint-Denis de Villiers-Saint-Denis                                              | Villiers-Saint-Denis        | Aisne               | Hauts-de-France            | inscrit    | « PA00115990 », notice no PA00115990 | 48° 59′ 33″ nord, 3° 16′ 04″ est   |                   |
| Viaduc de Neuvial                                                                       | Bègues                      | Allier              | Auvergne-Rhône-Alpes       | inscrit    | « PA00093424 », notice no PA00093424 | 46° 07′ 42″ nord, 3° 10′ 00″ est   |                   |
| Viaduc de Rouzat                                                                        | Bègues                      | Allier              | Auvergne-Rhône-Alpes       | inscrit    | « PA00092987 », notice no PA00092987 | 46° 08′ 16″ nord, 3° 08′ 54″ est   |                   |
| Château du Bouchat                                                                      | Laféline                    | Allier              | Auvergne-Rhône-Alpes       | inscrit    | « PA00093129 », notice no PA00093129 | 46° 22′ 05″ nord, 3° 10′ 11″ est   |                   |
| Viaduc de Neuvial                                                                       | Mazerier                    | Allier              | Auvergne-Rhône-Alpes       | inscrit    | « PA00093153 », notice no PA00093153 | 46° 07′ 42″ nord, 3° 10′ 00″ est   |                   |
| Hôtel de Rochefort                                                                      | Moulins                     | Allier              | Auvergne-Rhône-Alpes       | inscrit    | « PA00093207 », notice no PA00093207 | 46° 34′ 05″ nord, 3° 19′ 55″ est   |                   |
| Viaduc de Rouzat                                                                        | Saint-Bonnet-de-Rochefort   | Allier              | Auvergne-Rhône-Alpes       | inscrit    | « PA00093264 », notice no PA00093264 | 46° 08′ 16″ nord, 3° 08′ 54″ est   |                   |
| Église Sainte-Thérence                                                                  | Sainte-Thérence             | Allier              | Auvergne-Rhône-Alpes       | classé     | « PA00093291 », notice no PA00093291 | 46° 14′ 32″ nord, 2° 33′ 36″ est   |                   |
| Hôtel Court de Fontmichel                                                               | Grasse                      | Alpes-Maritimes     | Provence-Alpes-Côte d'Azur | inscrit    | « PA00080733 », notice no PA00080733 | 43° 39′ 30″ nord, 6° 55′ 22″ est   |                   |
| Abbaye de la Madone-des-Prés                                                            | Levens                      | Alpes-Maritimes     | Provence-Alpes-Côte d'Azur | classé     | « PA00080749 », notice no PA00080749 | 43° 51′ 07″ nord, 7° 14′ 17″ est   |                   |
| Arènes de Cimiez                                                                        | Nice                        | Alpes-Maritimes     | Provence-Alpes-Côte d'Azur | classé     | « PA00080775 », notice no PA00080775 | 43° 43′ 12″ nord, 7° 16′ 31″ est   |                   |
| Chapelle du Rosaire                                                                     | Vence                       | Alpes-Maritimes     | Provence-Alpes-Côte d'Azur | inscrit    | « PA00080911 », notice no PA00080911 | 43° 43′ 39″ nord, 7° 06′ 46″ est   |                   |
| Église Saint-Grégoire de Prunet                                                         | Prunet                      | Ardèche             | Auvergne-Rhône-Alpes       | inscrit    | « PA00116751 », notice no PA00116751 | 44° 35′ 53″ nord, 4° 15′ 50″ est   |                   |
| Grotte de Néron                                                                         | Soyons                      | Ardèche             | Auvergne-Rhône-Alpes       | classé     | « PA00116821 », notice no PA00116821 | 44° 52′ 59″ nord, 4° 50′ 51″ est   |                   |
| Église Saint-Julien de Tournon-sur-Rhône                                                | Tournon-sur-Rhône           | Ardèche             | Auvergne-Rhône-Alpes       | lassé M    | « PA00116829 », notice no PA00116829 | 45° 04′ 06″ nord, 4° 49′ 51″ est   |                   |
| Château de Sedan                                                                        | Sedan                       | Ardennes            | Grand Est                  | classé     | « PA00078518 », notice no PA00078518 | 49° 42′ 07″ nord, 4° 56′ 58″ est   |                   |
| Chapelle Saint-Paul                                                                     | Arnave                      | Ariège              | Occitanie                  | classé     | « PA00093768 », notice no PA00093768 | 42° 51′ 06″ nord, 1° 38′ 11″ est   |                   |
| Église Saint-Jean-Baptiste de Montégut-en-Couserans                                     | Montégut-en-Couserans       | Ariège              | Occitanie                  | inscrit    | « PA00093886 », notice no PA00093886 | 42° 58′ 47″ nord, 1° 05′ 29″ est   |                   |
| Porte de ville de Montjoie-en-Couserans                                                 | Montjoie-en-Couserans       | Ariège              | Occitanie                  | inscrit    | « PA00093890 », notice no PA00093890 | 43° 00′ 05″ nord, 1° 09′ 38″ est   |                   |
| Croix de Prat                                                                           | Prat-Bonrepaux              | Ariège              | Occitanie                  | inscrit    | « PA00093900 », notice no PA00093900 | 43° 01′ 42″ nord, 1° 01′ 04″ est   |                   |
| Église Saint-Pierre-et-Saint-Paul d'Urs                                                 | Urs                         | Ariège              | Occitanie                  | inscrit    | « PA00093931 », notice no PA00093931 | 42° 46′ 28″ nord, 1° 44′ 03″ est   |                   |
| Croix d'Ustou                                                                           | Ustou                       | Ariège              | Occitanie                  | inscrit    | « PA00093932 », notice no PA00093932 | 42° 49′ 05″ nord, 1° 15′ 02″ est   |                   |
| Prieuré                                                                                 | Bar-sur-Aube                | Aube                | Grand Est                  | classé     | « PA00078041 », notice no PA00078041 | 48° 14′ 01″ nord, 4° 42′ 31″ est   |                   |
| Croix La Beigne                                                                         | Sainte-Savine               | Aube                | Grand Est                  | classé     | « PA00078233 », notice no PA00078233 | 48° 17′ 28″ nord, 4° 00′ 57″ est   |                   |
| Oratoire                                                                                | Pieusse                     | Aude                | Occitanie                  | classé     | « PA00102860 », notice no PA00102860 | 43° 05′ 00″ nord, 2° 13′ 51″ est   |                   |
| Église Saint-Martin                                                                     | Saint-Martin-des-Puits      | Aude                | Occitanie                  | classé     | « PA00102885 », notice no PA00102885 | 43° 02′ 25″ nord, 2° 34′ 06″ est   |                   |
| Château de Panat                                                                        | Clairvaux-d'Aveyron         | Aveyron             | Occitanie                  | inscrit    | « PA00093996 », notice no PA00093996 | 44° 25′ 50″ nord, 2° 25′ 28″ est   |                   |
| Église Notre-Dame de Stephansfeld                                                       | Brumath                     | Bas-Rhin            | Grand Est                  | inscrit    | « PA00084662 », notice no PA00084662 | 48° 43′ 05″ nord, 7° 42′ 26″ est   |                   |
| Chapelle Saint-Jean-Baptiste                                                            | Dambach-la-Ville            | Bas-Rhin            | Grand Est                  | inscrit    | « PA00084676 », notice no PA00084676 | 48° 18′ 59″ nord, 7° 26′ 53″ est   |                   |
| Château du Landsberg                                                                    | Heiligenstein               | Bas-Rhin            | Grand Est                  | classé     | « PA00084745 », notice no PA00084745 | 48° 25′ 14″ nord, 7° 25′ 21″ est   |                   |
| Château                                                                                 | Kintzheim                   | Bas-Rhin            | Grand Est                  | classé     | « PA00084757 », notice no PA00084757 | 48° 15′ 22″ nord, 7° 23′ 12″ est   |                   |
| Cimetière et chapelle                                                                   | Kleingœft                   | Bas-Rhin            | Grand Est                  | inscrit    | « PA00084758 », notice no PA00084758 | 48° 41′ 46″ nord, 7° 26′ 58″ est   |                   |
| Hôtel d'Ebersmunster                                                                    | Sélestat                    | Bas-Rhin            | Grand Est                  | classé     | « PA00084985 », notice no PA00084985 | 48° 15′ 37″ nord, 7° 27′ 21″ est   |                   |
| Maison                                                                                  | Strasbourg                  | Bas-Rhin            | Grand Est                  | inscrit    | « PA00085178 », notice no PA00085178 | 48° 34′ 55″ nord, 7° 44′ 48″ est   |                   |
| Chapelle des Pénitents blancs                                                           | Alleins                     | Bouches-du-Rhône    | Provence-Alpes-Côte d'Azur | inscrit    | « PA00081115 », notice no PA00081115 | 43° 42′ 17″ nord, 5° 09′ 42″ est   |                   |
| Chapelle Notre-Dame de la Mer                                                           | Fos-sur-Mer                 | Bouches-du-Rhône    | Provence-Alpes-Côte d'Azur | inscrit    | « PA00081275 », notice no PA00081275 | 43° 25′ 57″ nord, 4° 56′ 45″ est   |                   |
| Immeuble au 1, rue Molière à Marseille                                                  | Marseille                   | Bouches-du-Rhône    | Provence-Alpes-Côte d'Azur | inscrit    | « PA00081358 », notice no PA00081358 | 43° 17′ 38″ nord, 5° 22′ 34″ est   |                   |
| Église de la mission de France                                                          | Marseille                   | Bouches-du-Rhône    | Provence-Alpes-Côte d'Azur | inscrit    | « PA00081337 », notice no PA00081337 | 43° 17′ 55″ nord, 5° 22′ 47″ est   |                   |
| Mosquée de l'arsenal des Galères                                                        | Marseille                   | Bouches-du-Rhône    | Provence-Alpes-Côte d'Azur | inscrit    | « PA00081366 », notice no PA00081366 | 43° 15′ 51″ nord, 5° 22′ 35″ est   |                   |
| Chapelle Notre-Dame-de-Pitié                                                            | Saint-Rémy-de-Provence      | Bouches-du-Rhône    | Provence-Alpes-Côte d'Azur | inscrit    | « PA00081439 », notice no PA00081439 | 43° 47′ 07″ nord, 4° 49′ 54″ est   |                   |
| Église de l'Assomption-de-Notre-Dame                                                    | Bonneville-la-Louvet        | Calvados            | Normandie                  | inscrit    | « PA00111102 », notice no PA00111102 | 49° 16′ 30″ nord, 0° 20′ 21″ est   |                   |
| Château du Houlley                                                                      | Courtonne-la-Meurdrac       | Calvados            | Normandie                  | inscrit    | « PA00111252 », notice no PA00111252 | 49° 08′ 08″ nord, 0° 19′ 01″ est   |                   |
| Château de Cricqueville-en-Auge                                                         | Cricqueville-en-Auge        | Calvados            | Normandie                  | classé     | « PA00111265 », notice no PA00111265 | 49° 14′ 29″ nord, 0° 03′ 50″ ouest |                   |
| Château du Pin                                                                          | Le Pin                      | Calvados            | Normandie                  | inscrit    | « PA00111600 », notice no PA00111600 | 49° 13′ 14″ nord, 0° 19′ 42″ est   |                   |
| Église Saint-Pierre d'Ambleville                                                        | Ambleville                  | Charente            | Nouvelle-Aquitaine         | inscrit    | « PA00104200 », notice no PA00104200 | 45° 33′ 08″ nord, 0° 13′ 16″ ouest |                   |
| Église Saint-Paul de Bouteville                                                         | Bouteville                  | Charente            | Nouvelle-Aquitaine         | inscrit    | « PA00104257 », notice no PA00104257 | 45° 36′ 00″ nord, 0° 08′ 29″ ouest |                   |
| Église Notre-Dame de Chabrac                                                            | Chabrac                     | Charente            | Nouvelle-Aquitaine         | inscrit    | « PA00104269 », notice no PA00104269 | 45° 55′ 56″ nord, 0° 44′ 19″ est   |                   |
| Château Chesnel                                                                         | Cherves-Richemont           | Charente            | Nouvelle-Aquitaine         | inscrit    | « PA00104296 », notice no PA00104296 | 45° 45′ 07″ nord, 0° 22′ 08″ ouest |                   |
| Église Saint-Pierre d'Édon                                                              | Édon                        | Charente            | Nouvelle-Aquitaine         | inscrit    | « PA00104358 », notice no PA00104358 | 45° 29′ 18″ nord, 0° 21′ 19″ est   |                   |
| Église Saint-Hilaire d'Épenède                                                          | Épenède                     | Charente            | Nouvelle-Aquitaine         | inscrit    | « PA00104360 », notice no PA00104360 | 46° 03′ 49″ nord, 0° 32′ 10″ est   |                   |
| Église Saint-Pierre d'Éraville                                                          | Éraville                    | Charente            | Nouvelle-Aquitaine         | inscrit    | « PA00104361 », notice no PA00104361 | 45° 34′ 28″ nord, 0° 05′ 06″ ouest |                   |
| Église Saint-Germain d'Étriac                                                           | Étriac                      | Charente            | Nouvelle-Aquitaine         | inscrit    | « PA00104366 », notice no PA00104366 | 45° 31′ 41″ nord, 0° 01′ 30″ ouest |                   |
| Église Saint-Germain de Saint-Germain-de-Montbron                                       | Saint-Germain-de-Montbron   | Charente            | Nouvelle-Aquitaine         | inscrit    | « PA00104504 », notice no PA00104504 | 45° 37′ 24″ nord, 0° 25′ 11″ est   |                   |
| Pyramide sur le pont de Saint-Sulpice                                                   | Saint-Sulpice-de-Cognac     | Charente            | Nouvelle-Aquitaine         | inscrit    | « PA00104512 », notice no PA00104512 | 45° 44′ 40″ nord, 0° 22′ 38″ ouest |                   |
| Abbaye de la Grâce-Dieu de Benon                                                        | Benon                       | Charente-Maritime   | Nouvelle-Aquitaine         | inscrit    | « PA00104615 », notice no PA00104615 | 46° 12′ 13″ nord, 0° 50′ 33″ ouest |                   |
| Château de Rioux                                                                        | Rioux                       | Charente-Maritime   | Nouvelle-Aquitaine         | inscrit    | « PA00104859 », notice no PA00104859 | 45° 38′ 58″ nord, 0° 42′ 29″ ouest |                   |
| Hôpital maritime de Rochefort                                                           | Rochefort                   | Charente-Maritime   | Nouvelle-Aquitaine         | inscrit    | « PA00104867 », notice no PA00104867 | 45° 56′ 35″ nord, 0° 57′ 49″ ouest |                   |
| Maison                                                                                  | La Rochelle                 | Charente-Maritime   | Nouvelle-Aquitaine         | inscrit    | « PA00105132 », notice no PA00105132 | 46° 09′ 31″ nord, 1° 09′ 06″ ouest |                   |
| Maison                                                                                  | La Rochelle                 | Charente-Maritime   | Nouvelle-Aquitaine         | inscrit    | « PA00105131 », notice no PA00105131 | 46° 09′ 31″ nord, 1° 09′ 06″ ouest |                   |
| Hôtel                                                                                   | La Rochelle                 | Charente-Maritime   | Nouvelle-Aquitaine         | inscrit    | « PA00104892 », notice no PA00104892 | 46° 09′ 36″ nord, 1° 09′ 17″ ouest |                   |
| Hôtel des Cadets                                                                        | Saint-Martin-de-Ré          | Charente-Maritime   | Nouvelle-Aquitaine         | inscrit    | « PA00105209 », notice no PA00105209 | 46° 12′ 08″ nord, 1° 22′ 07″ ouest | catégorie commons |
| Maison                                                                                  | Aubigny-sur-Nère            | Cher                | Centre-Val de Loire        | inscrit    | « PA00096642 », notice no PA00096642 | 47° 29′ 16″ nord, 2° 26′ 18″ est   |                   |
| Château de Bannegon                                                                     | Bannegon                    | Cher                | Centre-Val de Loire        | classé     | « PA00096647 », notice no PA00096647 | 46° 48′ 07″ nord, 2° 42′ 49″ est   |                   |
| Maisons à pans de bois                                                                  | Bourges                     | Cher                | Centre-Val de Loire        | inscrit    | « PA00096708 », notice no PA00096708 | 47° 05′ 10″ nord, 2° 23′ 54″ est   |                   |
| Château de la Maisonfort                                                                | Genouilly                   | Cher                | Centre-Val de Loire        | classé     | « PA00096802 », notice no PA00096802 | 47° 12′ 31″ nord, 1° 55′ 07″ est   |                   |
| Église Saint-Paul de Saint-Georges-de-Poisieux                                          | Saint-Georges-de-Poisieux   | Cher                | Centre-Val de Loire        | inscrit    | « PA00096887 », notice no PA00096887 | 46° 41′ 16″ nord, 2° 28′ 44″ est   |                   |
| Canal des moines d'Obazine                                                              | Aubazines                   | Corrèze             | Nouvelle-Aquitaine         | classé     | « PA00099659 », notice no PA00099659 | 45° 10′ 31″ nord, 1° 40′ 17″ est   |                   |
| Abbatiale Saint-Pierre de Beaulieu-sur-Dordogne                                         | Beaulieu-sur-Dordogne       | Corrèze             | Nouvelle-Aquitaine         | inscrit    | « PA00099667 », notice no PA00099667 | 44° 58′ 46″ nord, 1° 50′ 18″ est   |                   |
| Halles de Bort-les-Orgues                                                               | Bort-les-Orgues             | Corrèze             | Nouvelle-Aquitaine         | inscrit    | « PA00099687 », notice no PA00099687 | 45° 24′ 04″ nord, 2° 29′ 44″ est   |                   |
| Maison Maillard                                                                         | Brive-la-Gaillarde          | Corrèze             | Nouvelle-Aquitaine         | inscrit    | « PA00099700 », notice no PA00099700 | 45° 09′ 31″ nord, 1° 31′ 57″ est   |                   |
| Maison                                                                                  | Brive-la-Gaillarde          | Corrèze             | Nouvelle-Aquitaine         | inscrit    | « PA00099698 », notice no PA00099698 | 45° 09′ 29″ nord, 1° 31′ 59″ est   |                   |
| Château de la Rue                                                                       | Ligneyrac                   | Corrèze             | Nouvelle-Aquitaine         | inscrit    | « PA00099790 », notice no PA00099790 | 45° 02′ 37″ nord, 1° 37′ 49″ est   |                   |
| Château de Cussigny                                                                     | Corgoloin                   | Côte-d'Or           | Bourgogne-Franche-Comté    | inscrit    | « PA00112225 », notice no PA00112225 | 47° 04′ 59″ nord, 4° 56′ 53″ est   |                   |
| Église Saint-Pierre                                                                     | Noiron-sur-Seine            | Côte-d'Or           | Bourgogne-Franche-Comté    | classé     | « PA00112570 », notice no PA00112570 | 47° 56′ 51″ nord, 4° 29′ 03″ est   |                   |
| Pigeonnier de Posanges                                                                  | Posanges                    | Côte-d'Or           | Bourgogne-Franche-Comté    | inscrit    | « PA00112594 », notice no PA00112594 | 47° 25′ 07″ nord, 4° 31′ 37″ est   |                   |
| Chapelle Saint-Phal                                                                     | Vanvey                      | Côte-d'Or           | Bourgogne-Franche-Comté    | classé     | « PA00112708 », notice no PA00112708 | 47° 49′ 28″ nord, 4° 43′ 05″ est   |                   |
| Maison face à l'église                                                                  | Corlay                      | Côtes-d'Armor       | Bretagne                   | inscrit    | « PA00089066 », notice no PA00089066 | 48° 19′ 04″ nord, 3° 03′ 31″ ouest |                   |
| Château de Beaumanoir                                                                   | Évran                       | Côtes-d'Armor       | Bretagne                   | classé     | « PA00089147 », notice no PA00089147 | 48° 23′ 00″ nord, 1° 58′ 47″ ouest |                   |
| Château de Kéranno                                                                      | Grâces                      | Côtes-d'Armor       | Bretagne                   | inscrit    | « PA00089171 », notice no PA00089171 | 48° 32′ 19″ nord, 3° 11′ 09″ ouest |                   |
| Menhir de Guihalon                                                                      | Lamballe                    | Côtes-d'Armor       | Bretagne                   | classé     | « PA00089235 », notice no PA00089235 | 48° 28′ 36″ nord, 2° 25′ 32″ ouest |                   |
| Chapelle Sainte-Eutrope                                                                 | Langourla                   | Côtes-d'Armor       | Bretagne                   | classé     | « PA00089248 », notice no PA00089248 | 48° 17′ 06″ nord, 2° 24′ 51″ ouest |                   |
| Chapelle Saint-Yves et son placître                                                     | Le Merzer                   | Côtes-d'Armor       | Bretagne                   | inscrit    | « PA00089328 », notice no PA00089328 | 48° 35′ 34″ nord, 3° 04′ 03″ ouest |                   |
| Menhir de Kervéniou                                                                     | Penvénan                    | Côtes-d'Armor       | Bretagne                   | classé     | « PA00089376 », notice no PA00089376 | 48° 49′ 41″ nord, 3° 18′ 20″ ouest |                   |
| Fuseau de Margot                                                                        | Plédran                     | Côtes-d'Armor       | Bretagne                   | classé     | « PA00089402 », notice no PA00089402 | 48° 25′ 42″ nord, 2° 45′ 01″ ouest |                   |
| Cairn à trois dolmens                                                                   | Pléneuf-Val-André           | Côtes-d'Armor       | Bretagne                   | classé     | « PA00089416 », notice no PA00089416 | 48° 35′ 49″ nord, 2° 32′ 39″ ouest |                   |
| Maison à balcon, près du Trieux                                                         | Pontrieux                   | Côtes-d'Armor       | Bretagne                   | inscrit    | « PA00089543 », notice no PA00089543 | 48° 41′ 50″ nord, 3° 09′ 37″ ouest |                   |
| Menhir de Kernanouët                                                                    | Saint-Gildas                | Côtes-d'Armor       | Bretagne                   | inscrit    | « PA00089618 », notice no PA00089618 | 48° 24′ 16″ nord, 3° 00′ 57″ ouest |                   |
| Camp protohistorique de Toul-Goulic                                                     | Trémargat                   | Côtes-d'Armor       | Bretagne                   | inscrit    | « PA00089725 », notice no PA00089725 | 48° 19′ 54″ nord, 3° 14′ 46″ ouest |                   |
| Menhir de Porzic                                                                        | Le Vieux-Bourg              | Côtes-d'Armor       | Bretagne                   | classé     | « PA00089746 », notice no PA00089746 | 48° 23′ 15″ nord, 3° 02′ 12″ ouest |                   |
| Menhir de Pasquiou                                                                      | Le Vieux-Bourg              | Côtes-d'Armor       | Bretagne                   | classé     | « PA00089744 », notice no PA00089744 | 48° 23′ 36″ nord, 3° 02′ 51″ ouest |                   |
| Maison dite du Bailli                                                                   | Felletin                    | Creuse              | Nouvelle-Aquitaine         | inscrit    | « PA00100071 », notice no PA00100071 | 45° 52′ 59″ nord, 2° 10′ 24″ est   |                   |
| Croix de cimetière de Malleret                                                          | Malleret                    | Creuse              | Nouvelle-Aquitaine         | classé     | « PA00100106 », notice no PA00100106 | 45° 45′ 48″ nord, 2° 19′ 18″ est   |                   |
| Château du Théret                                                                       | La Saunière                 | Creuse              | Nouvelle-Aquitaine         | inscrit    | « PA00100199 », notice no PA00100199 | 46° 07′ 27″ nord, 1° 56′ 14″ est   |                   |
| Château de Retournay                                                                    | Marnes                      | Deux-Sèvres         | Nouvelle-Aquitaine         | inscrit    | « PA00101254 », notice no PA00101254 | 46° 51′ 48″ nord, 0° 01′ 01″ ouest |                   |
| Manoir de la Bourgonie                                                                  | Le Buisson-de-Cadouin       | Dordogne            | Nouvelle-Aquitaine         | inscrit    | « PA00082422 », notice no PA00082422 | 44° 50′ 16″ nord, 0° 55′ 35″ est   |                   |
| Ancienne église Saint-Martin du Vieux-Castel                                            | Castels                     | Dordogne            | Nouvelle-Aquitaine         | inscrit    | « PA00082452 », notice no PA00082452 | 44° 52′ 29″ nord, 1° 03′ 21″ est   |                   |
| Église Saint-Paul de Reilhac                                                            | Champniers-et-Reilhac       | Dordogne            | Nouvelle-Aquitaine         | classé     | « PA00082469 », notice no PA00082469 | 45° 41′ 09″ nord, 0° 41′ 45″ est   |                   |
| Château de la Sandre                                                                    | Le Change                   | Dordogne            | Nouvelle-Aquitaine         | inscrit    | « PA00082475 », notice no PA00082475 | 45° 11′ 41″ nord, 0° 53′ 36″ est   |                   |
| Église Saint-Martin                                                                     | Limeuil                     | Dordogne            | Nouvelle-Aquitaine         | classé     | « PA00082614 », notice no PA00082614 | 44° 53′ 28″ nord, 0° 53′ 56″ est   |                   |
| Château de la Chapoulie                                                                 | Peyrignac                   | Dordogne            | Nouvelle-Aquitaine         | inscrit    | « PA00082764 », notice no PA00082764 | 45° 09′ 23″ nord, 1° 11′ 45″ est   |                   |
| Abbaye de Saint-Amand-de-Coly                                                           | Saint-Amand-de-Coly         | Dordogne            | Nouvelle-Aquitaine         | classé     | « PA00082792 », notice no PA00082792 | 45° 03′ 48″ nord, 1° 14′ 53″ est   |                   |
| Château de Fages                                                                        | Saint-Cyprien               | Dordogne            | Nouvelle-Aquitaine         | classé     | « PA00082822 », notice no PA00082822 | 44° 52′ 36″ nord, 1° 02′ 29″ est   |                   |
| Presbytère de Saint-Cyprien                                                             | Saint-Cyprien               | Dordogne            | Nouvelle-Aquitaine         | inscrit    | « PA00082825 », notice no PA00082825 | 44° 52′ 11″ nord, 1° 02′ 35″ est   |                   |
| Manoir d'Igonie, ou manoir d'Ygonie                                                     | Saint-Sulpice-d'Excideuil   | Dordogne            | Nouvelle-Aquitaine         | inscrit    | « PA00082904 », notice no PA00082904 | 45° 23′ 04″ nord, 1° 00′ 25″ est   |                   |
| Abbaye Notre-Dame de Soyons et porte de l’arsenal                                       | Valence                     | Drôme               | Auvergne-Rhône-Alpes       | inscrit    | « PA00117084 », notice no PA00117084 | 44° 55′ 59″ nord, 4° 53′ 17″ est   |                   |
| Château de D'Huison-Longueville                                                         | D'Huison-Longueville        | Essonne             | Île-de-France              | inscrit    | « PA00087879 », notice no PA00087879 | 48° 27′ 43″ nord, 2° 19′ 14″ est   |                   |
| Porte de la façade nord de l'église                                                     | Dourdan                     | Essonne             | Île-de-France              | inscrit    | « PA00087887 », notice no PA00087887 | 48° 31′ 45″ nord, 2° 00′ 41″ est   |                   |
| Croix de cimetière de Maisse                                                            | Maisse                      | Essonne             | Île-de-France              | classé     | « PA00087942 », notice no PA00087942 | 48° 23′ 38″ nord, 2° 22′ 27″ est   |                   |
| Église Sainte-Marie-Madeleine de Marcoussis                                             | Marcoussis                  | Essonne             | Île-de-France              | inscrit    | « PA00087946 », notice no PA00087946 | 48° 38′ 32″ nord, 2° 13′ 49″ est   |                   |
| Château de Morigny                                                                      | Morigny-Champigny           | Essonne             | Île-de-France              | inscrit    | « PA00087975 », notice no PA00087975 | 48° 26′ 51″ nord, 2° 10′ 57″ est   |                   |
| Église Notre-Dame-de-Bon-Secours d'Orveau                                               | Orveau                      | Essonne             | Île-de-France              | inscrit    | « PA00087985 », notice no PA00087985 | 48° 26′ 54″ nord, 2° 17′ 30″ est   |                   |
| Église Saint-Cyr-et-Sainte-Julitte de Saint-Cyr-la-Rivière                              | Saint-Cyr-la-Rivière        | Essonne             | Île-de-France              | inscrit    | « PA00087998 », notice no PA00087998 | 48° 21′ 21″ nord, 2° 08′ 53″ est   |                   |
| Château du Marais                                                                       | Le Val-Saint-Germain        | Essonne             | Île-de-France              | classé     | « PA00088024 », notice no PA00088024 | 48° 34′ 24″ nord, 2° 06′ 08″ est   |                   |
| Château de Vilmorin                                                                     | Verrières-le-Buisson        | Essonne             | Île-de-France              | inscrit    | « PA00088029 », notice no PA00088029 | 48° 44′ 58″ nord, 2° 16′ 06″ est   |                   |
| Croix de cimetière d'Aizier                                                             | Aizier                      | Eure                | Normandie                  | inscrit    | « PA00099295 », notice no PA00099295 | 49° 25′ 51″ nord, 0° 37′ 35″ est   |                   |
| Église Saint-Jean-Baptiste de la Vacherie                                               | Barquet                     | Eure                | Normandie                  | inscrit    | « PA00099318 », notice no PA00099318 | 49° 02′ 04″ nord, 0° 49′ 58″ est   |                   |
| Abbaye Notre-Dame de Bernay                                                             | Bernay                      | Eure                | Normandie                  | inscrit    | « PA00099330 », notice no PA00099330 | 49° 05′ 23″ nord, 0° 35′ 53″ est   |                   |
| Ferme du Logis                                                                          | Bourgtheroulde-Infreville   | Eure                | Normandie                  | inscrit    | « PA00099357 », notice no PA00099357 | 49° 18′ 01″ nord, 0° 52′ 25″ est   |                   |
| Château de Gaillon                                                                      | Gaillon                     | Eure                | Normandie                  | classé     | « PA00099427 », notice no PA00099427 | 49° 09′ 40″ nord, 1° 19′ 48″ est   |                   |
| Croix de cimetière de Saint-Ouen-de-Thouberville                                        | Saint-Ouen-de-Thouberville  | Eure                | Normandie                  | inscrit    | « PA00099565 », notice no PA00099565 | 49° 21′ 30″ nord, 0° 53′ 04″ est   |                   |
| Justice de paix                                                                         | Bonneval                    | Eure-et-Loir        | Centre-Val de Loire        | classé     | « PA00096976 », notice no PA00096976 | 48° 10′ 53″ nord, 1° 23′ 07″ est   |                   |
| Obélisque de Louvilliers-en-Drouais                                                     | Louvilliers-en-Drouais      | Eure-et-Loir        | Centre-Val de Loire        | inscrit    | « PA00097138 », notice no PA00097138 | 48° 44′ 36″ nord, 1° 17′ 26″ est   |                   |
| Château de Kerampuil                                                                    | Carhaix-Plouguer            | Finistère           | Bretagne                   | inscrit    | « PA00089859 », notice no PA00089859 | 48° 16′ 21″ nord, 3° 33′ 13″ ouest |                   |
| Tertre tumulaire de Kerleven                                                            | La Forêt-Fouesnant          | Finistère           | Bretagne                   | classé     | « PA00089960 », notice no PA00089960 | 47° 53′ 50″ nord, 3° 57′ 13″ ouest |                   |
| Camp des Salles                                                                         | Locronan                    | Finistère           | Bretagne                   | classé     | « PA00090075 », notice no PA00090075 | 48° 05′ 53″ nord, 4° 11′ 38″ ouest |                   |
| Tour Saint-Pierre                                                                       | Penmarch                    | Finistère           | Bretagne                   | classé     | « PA00090158 », notice no PA00090158 | 47° 47′ 51″ nord, 4° 22′ 28″ ouest |                   |
| Menhir de Kergleuhant                                                                   | Trégunc                     | Finistère           | Bretagne                   | classé     | « PA00090469 », notice no PA00090469 | 47° 51′ 26″ nord, 3° 50′ 46″ ouest |                   |
| Stèles protohistoriques de Saint-Philibert                                              | Trégunc                     | Finistère           | Bretagne                   | classé     | « PA00090474 », notice no PA00090474 | 47° 48′ 20″ nord, 3° 49′ 59″ ouest |                   |
| Borne milliaire du clos des Mélettes                                                    | Beaucaire                   | Gard                | Occitanie                  | classé     | « PA00102975 », notice no PA00102975 | 43° 48′ 58″ nord, 4° 35′ 57″ est   |                   |
| Immeuble                                                                                | Nîmes                       | Gard                | Occitanie                  | inscrit    | « PA00103112 », notice no PA00103112 | 43° 50′ 22″ nord, 4° 21′ 36″ est   |                   |
| Balcon en fer forgé                                                                     | Nîmes                       | Gard                | Occitanie                  | inscrit    | « PA00103115 », notice no PA00103115 | 43° 50′ 13″ nord, 4° 21′ 25″ est   |                   |
| Château de Flamarens                                                                    | Flamarens                   | Gers                | Occitanie                  | classé     | « PA00094798 », notice no PA00094798 | 44° 01′ 00″ nord, 0° 47′ 31″ est   |                   |
| Château Morin                                                                           | Bassens                     | Gironde             | Nouvelle-Aquitaine         | inscrit    | « PA00083125 », notice no PA00083125 | 44° 55′ 03″ nord, 0° 30′ 58″ ouest |                   |
| Hôtel de ville de Bazas                                                                 | Bazas                       | Gironde             | Nouvelle-Aquitaine         | inscrit    | « PA00083133 », notice no PA00083133 | 44° 25′ 52″ nord, 0° 12′ 41″ ouest |                   |
| Immeuble                                                                                | Bordeaux                    | Gironde             | Nouvelle-Aquitaine         | inscrit    | « PA00083262 », notice no PA00083262 | 44° 50′ 34″ nord, 0° 34′ 46″ ouest |                   |
| Immeuble du noviciat des Jésuites                                                       | Bordeaux                    | Gironde             | Nouvelle-Aquitaine         | inscrit    | « PA00083275 », notice no PA00083275 « PA00083276 », notice no PA00083276 « PA00083277 », notice no PA00083277 « PA00083278 », notice no PA00083278 « PA00083279 », notice no PA00083279 « PA00083280 », notice no PA00083280 « PA00083281 », notice no PA00083281 « PA00083282 », notice no PA00083282 | 44° 49′ 52″ nord, 0° 33′ 46″ ouest |                   |
| Maison Meyer                                                                            | Bordeaux                    | Gironde             | Nouvelle-Aquitaine         | inscrit    | « PA00083392 », notice no PA00083392 | 44° 50′ 42″ nord, 0° 34′ 39″ ouest |                   |
| Église Saint-Projet                                                                     | Bordeaux                    | Gironde             | Nouvelle-Aquitaine         | inscrit    | « PA00083176 », notice no PA00083176 | 44° 50′ 18″ nord, 0° 34′ 28″ ouest |                   |
| Immeuble                                                                                | Bordeaux                    | Gironde             | Nouvelle-Aquitaine         | inscrit    | « PA00083261 », notice no PA00083261 | 44° 50′ 33″ nord, 0° 34′ 47″ ouest |                   |
| Immeuble                                                                                | Bordeaux                    | Gironde             | Nouvelle-Aquitaine         | inscrit    | « PA00083272 », notice no PA00083272 | 44° 50′ 31″ nord, 0° 34′ 31″ ouest |                   |
| Immeuble                                                                                | Bordeaux                    | Gironde             | Nouvelle-Aquitaine         | inscrit    | « PA00083273 », notice no PA00083273 | 44° 50′ 30″ nord, 0° 34′ 44″ ouest |                   |
| Immeuble                                                                                | Bordeaux                    | Gironde             | Nouvelle-Aquitaine         | inscrit    | « PA00083395 », notice no PA00083395 | 44° 50′ 41″ nord, 0° 34′ 40″ ouest |                   |
| Porte de la Monnaie                                                                     | Bordeaux                    | Gironde             | Nouvelle-Aquitaine         | inscrit    | « PA00083476 », notice no PA00083476 | 44° 49′ 59″ nord, 0° 33′ 43″ ouest |                   |
| Immeuble                                                                                | Bordeaux                    | Gironde             | Nouvelle-Aquitaine         | inscrit    | « PA00083274 », notice no PA00083274 | 44° 50′ 30″ nord, 0° 34′ 44″ ouest |                   |
| Immeuble                                                                                | Bordeaux                    | Gironde             | Nouvelle-Aquitaine         | inscrit    | « PA00083394 », notice no PA00083394 | 44° 50′ 40″ nord, 0° 34′ 39″ ouest |                   |
| Immeuble                                                                                | Bordeaux                    | Gironde             | Nouvelle-Aquitaine         | inscrit    | « PA00083249 », notice no PA00083249 | 44° 50′ 32″ nord, 0° 34′ 27″ ouest |                   |
| Hôtel Bonnaffé                                                                          | Bordeaux                    | Gironde             | Nouvelle-Aquitaine         | inscrit    | « PA00083250 », notice no PA00083250 | 44° 50′ 31″ nord, 0° 34′ 29″ ouest |                   |
| Immeuble                                                                                | Bordeaux                    | Gironde             | Nouvelle-Aquitaine         | inscrit    | « PA00083367 », notice no PA00083367 | 44° 50′ 34″ nord, 0° 34′ 47″ ouest |                   |
| Château du Hâ                                                                           | Bordeaux                    | Gironde             | Nouvelle-Aquitaine         | inscrit    | « PA00083184 », notice no PA00083184 | 44° 50′ 11″ nord, 0° 34′ 46″ ouest |                   |
| Hôtel de Ruat                                                                           | Bordeaux                    | Gironde             | Nouvelle-Aquitaine         | inscrit    | « PA00083207 », notice no PA00083207 | 44° 50′ 23″ nord, 0° 34′ 44″ ouest |                   |
| Immeuble                                                                                | Bordeaux                    | Gironde             | Nouvelle-Aquitaine         | inscrit    | « PA00083247 », notice no PA00083247 | 44° 50′ 32″ nord, 0° 34′ 26″ ouest |                   |
| Immeuble                                                                                | Bordeaux                    | Gironde             | Nouvelle-Aquitaine         | inscrit    | « PA00083260 », notice no PA00083260 | 44° 50′ 33″ nord, 0° 34′ 47″ ouest |                   |
| Immeuble                                                                                | Bordeaux                    | Gironde             | Nouvelle-Aquitaine         | inscrit    | « PA00083391 », notice no PA00083391 | 44° 50′ 42″ nord, 0° 34′ 39″ ouest |                   |
| Église Saint-Saturnin de la Libarde                                                     | Bourg                       | Gironde             | Nouvelle-Aquitaine         | classé     | « PA00083482 », notice no PA00083482 | 45° 02′ 53″ nord, 0° 33′ 34″ ouest |                   |
| Porte du potager des ducs d'Épernon                                                     | Cadillac                    | Gironde             | Nouvelle-Aquitaine         | inscrit    | « PA00083502 », notice no PA00083502 | 44° 38′ 18″ nord, 0° 19′ 01″ ouest |                   |
| Château de Tauzia                                                                       | Gradignan                   | Gironde             | Nouvelle-Aquitaine         | classé     | « PA00083563 », notice no PA00083563 | 44° 45′ 41″ nord, 0° 37′ 01″ ouest |                   |
| Église Notre-Dame de Grézillac                                                          | Grézillac                   | Gironde             | Nouvelle-Aquitaine         | inscrit    | « PA00083566 », notice no PA00083566 | 44° 49′ 05″ nord, 0° 12′ 59″ ouest |                   |
| Reposoir de Grézillac                                                                   | Grézillac                   | Gironde             | Nouvelle-Aquitaine         | inscrit    | « PA00083567 », notice no PA00083567 | 44° 49′ 05″ nord, 0° 13′ 01″ ouest |                   |
| Château d'Anglade                                                                       | Izon                        | Gironde             | Nouvelle-Aquitaine         | inscrit    | « PA00083573 », notice no PA00083573 | 44° 55′ 55″ nord, 0° 21′ 02″ ouest |                   |
| Château Margaux                                                                         | Margaux                     | Gironde             | Nouvelle-Aquitaine         | classé     | « PA00083617 », notice no PA00083617 | 45° 02′ 40″ nord, 0° 40′ 08″ ouest |                   |
| Château de Cazeneuve                                                                    | Préchac                     | Gironde             | Nouvelle-Aquitaine         | classé     | « PA00083676 », notice no PA00083676 | 44° 23′ 15″ nord, 0° 19′ 06″ ouest |                   |
| Hôtel de Briet                                                                          | Réole (La)                  | Gironde             | Nouvelle-Aquitaine         | inscrit    | « PA00083698 », notice no PA00083698 | 44° 35′ 02″ nord, 0° 02′ 21″ ouest |                   |
| Chapelle de la Madeleine                                                                | Saint-Emilion               | Gironde             | Nouvelle-Aquitaine         | inscrit    | « PA00083724 », notice no PA00083724 | 44° 53′ 21″ nord, 0° 09′ 25″ ouest |                   |
| Domaine d'Alty                                                                          | Saint-Louis-de-Montferrand  | Gironde             | Nouvelle-Aquitaine         | inscrit    | « PA00083761 », notice no PA00083761 | 44° 55′ 48″ nord, 0° 32′ 45″ ouest |                   |
| Château de Vertheuil                                                                    | Vertheuil                   | Gironde             | Nouvelle-Aquitaine         | inscrit    | « PA00083860 », notice no PA00083860 | 45° 15′ 02″ nord, 0° 50′ 06″ ouest |                   |
| Fontaine de l'Homme Sauvage                                                             | Ammerschwihr                | Haut-Rhin           | Grand Est                  | classé     | « PA00085327 », notice no PA00085327 | 48° 07′ 32″ nord, 7° 16′ 54″ est   |                   |
| Hôtel de ville                                                                          | Ammerschwihr                | Haut-Rhin           | Grand Est                  | classé     | « PA00085328 », notice no PA00085328 | 48° 07′ 31″ nord, 7° 16′ 53″ est   |                   |
| Maison de l'Œuvre Notre-Dame                                                            | Rouffach                    | Haut-Rhin           | Grand Est                  | inscrit    | « PA00085656 », notice no PA00085656 | 47° 57′ 20″ nord, 7° 17′ 59″ est   |                   |
| Château d'Algajola                                                                      | Algajola                    | Haute-Corse         | Corse                      | inscrit    | « PA00099152 », notice no PA00099152 | 42° 36′ 33″ nord, 8° 51′ 44″ est   |                   |
| Tour d'Avignonet-Lauragais                                                              | Avignonet-Lauragais         | Haute-Garonne       | Occitanie                  | inscrit    | « PA00094274 », notice no PA00094274 | 43° 21′ 58″ nord, 1° 47′ 16″ est   |                   |
| Église Saint-Bernard de Bourg-Saint-Bernard                                             | Bourg-Saint-Bernard         | Haute-Garonne       | Occitanie                  | inscrit    | « PA00094295 », notice no PA00094295 | 43° 36′ 10″ nord, 1° 42′ 46″ est   |                   |
| Église Saint-Laurent                                                                    | Carbonne                    | Haute-Garonne       | Occitanie                  | inscrit    | « PA00094303 », notice no PA00094303 | 43° 17′ 27″ nord, 1° 13′ 38″ est   |                   |
| Moulin à vent de Vignasse                                                               | Montbrun-Lauragais          | Haute-Garonne       | Occitanie                  | inscrit    | « PA00094387 », notice no PA00094387 | 43° 27′ 27″ nord, 1° 31′ 21″ est   |                   |
| Croix de Saint-Orens-de-Gameville                                                       | Saint-Orens-de-Gameville    | Haute-Garonne       | Occitanie                  | inscrit    | « PA00094471 », notice no PA00094471 | 43° 33′ 12″ nord, 1° 32′ 37″ est   |                   |
| Ancien séminaire (actuel Îlot Valade)                                                   | Toulouse                    | Haute-Garonne       | Occitanie                  | inscrit    | « PA00094634 », notice no PA00094634 | 43° 36′ 18″ nord, 1° 26′ 15″ est   |                   |
| Porte de ville de Langeac                                                               | Langeac                     | Haute-Loire         | Auvergne-Rhône-Alpes       | inscrit    | « PA00092684 », notice no PA00092684 | 45° 06′ 01″ nord, 3° 29′ 45″ est   |                   |
| Lanterne des morts de Coublanc                                                          | Coublanc                    | Haute-Marne         | Grand Est                  | classé     | « PA00078997 », notice no PA00078997 | 47° 41′ 31″ nord, 5° 27′ 45″ est   |                   |
| Château de Donjeux                                                                      | Donjeux                     | Haute-Marne         | Grand Est                  | inscrit    | « PA00079051 », notice no PA00079051 | 48° 21′ 30″ nord, 5° 10′ 26″ est   |                   |
| Château de Gudmont-Villiers                                                             | Gudmont-Villiers            | Haute-Marne         | Grand Est                  | inscrit    | « PA00079065 », notice no PA00079065 | 48° 20′ 42″ nord, 5° 08′ 12″ est   |                   |
| Église Saint-Èvre de Thonnance-les-Moulins                                              | Thonnance-les-Moulins       | Haute-Marne         | Grand Est                  | classé     | « PA00079254 », notice no PA00079254 | 48° 24′ 38″ nord, 5° 17′ 33″ est   |                   |
| Hôtel Gauthiot d'Ancier (Gray)                                                          | Gray                        | Haute-Saône         | Bourgogne-Franche-Comté    | classé     | « PA00102182 », notice no PA00102182 | 47° 26′ 45″ nord, 5° 35′ 28″ est   |                   |
| Chapelle Notre-Dame-du-Haut de Ronchamp                                                 | Ronchamp                    | Haute-Saône         | Bourgogne-Franche-Comté    | inscrit    | « PA00102263 », notice no PA00102263 | 47° 42′ 16″ nord, 6° 37′ 14″ est   |                   |
| Chapelle des Pénitents de Villar-Saint-Pancrace                                         | Villar-Saint-Pancrace       | Hautes-Alpes        | Provence-Alpes-Côte d'Azur | inscrit    | « PA00080639 », notice no PA00080639 | 44° 52′ 25″ nord, 6° 37′ 38″ est   |                   |
| Tres Puyos                                                                              | Campistrous                 | Hautes-Pyrénées     | Occitanie                  | classé     | « PA00095360 », notice no PA00095360 | 43° 07′ 45″ nord, 0° 21′ 56″ est   |                   |
| Maison                                                                                  | Boulogne-Billancourt        | Hauts-de-Seine      | Île-de-France              | inscrit    | « PA00088081 », notice no PA00088081 | 48° 50′ 43″ nord, 2° 14′ 00″ est   |                   |
| Villa Van Doesburg                                                                      | Meudon                      | Hauts-de-Seine      | Île-de-France              | inscrit    | « PA00088125 », notice no PA00088125 | 48° 48′ 23″ nord, 2° 14′ 41″ est   |                   |
| Temple de l'Amour                                                                       | Rueil-Malmaison             | Hauts-de-Seine      | Île-de-France              | inscrit    | « PA00088140 », notice no PA00088140 | 48° 52′ 08″ nord, 2° 09′ 49″ est   |                   |
| Immeuble                                                                                | Agde                        | Hérault             | Occitanie                  | inscrit    | « PA00103346 », notice no PA00103346 | 43° 18′ 47″ nord, 3° 28′ 09″ est   |                   |
| Hôtel de Viguier-Guerin                                                                 | Agde                        | Hérault             | Occitanie                  | inscrit    | « PA00103344 », notice no PA00103344 | 43° 18′ 51″ nord, 3° 28′ 14″ est   |                   |
| Maison                                                                                  | Agde                        | Hérault             | Occitanie                  | inscrit    | « PA00103347 », notice no PA00103347 | 43° 18′ 48″ nord, 3° 28′ 11″ est   |                   |
| Hôtel Malaval                                                                           | Agde                        | Hérault             | Occitanie                  | inscrit    | « PA00103343 », notice no PA00103343 | 43° 18′ 46″ nord, 3° 28′ 09″ est   |                   |
| Maison                                                                                  | Béziers                     | Hérault             | Occitanie                  | inscrit    | « PA00103388 », notice no PA00103388 | 43° 20′ 26″ nord, 3° 12′ 45″ est   |                   |
| Hôtel de Claris                                                                         | Montpellier                 | Hérault             | Occitanie                  | inscrit    | « PA00103558 », notice no PA00103558 | 43° 36′ 33″ nord, 3° 52′ 29″ est   |                   |
| Hôtel Verchant                                                                          | Montpellier                 | Hérault             | Occitanie                  | inscrit    | « PA00103595 », notice no PA00103595 | 43° 36′ 37″ nord, 3° 52′ 33″ est   |                   |
| Hôtel de Bénézet                                                                        | Montpellier                 | Hérault             | Occitanie                  | inscrit    | « PA00103552 », notice no PA00103552 | 43° 36′ 34″ nord, 3° 52′ 42″ est   |                   |
| Hôtel Périer                                                                            | Montpellier                 | Hérault             | Occitanie                  | inscrit    | « PA00103580 », notice no PA00103580 | 43° 36′ 31″ nord, 3° 52′ 43″ est   |                   |
| Hôtel de Solas                                                                          | Montpellier                 | Hérault             | Occitanie                  | inscrit    | « PA00103590 », notice no PA00103590 | 43° 36′ 43″ nord, 3° 52′ 39″ est   |                   |
| Hôtel Estorc                                                                            | Montpellier                 | Hérault             | Occitanie                  | inscrit    | « PA00103560 », notice no PA00103560 | 43° 36′ 41″ nord, 3° 52′ 43″ est   |                   |
| Maison                                                                                  | Montpellier                 | Hérault             | Occitanie                  | inscrit    | « PA00103604 », notice no PA00103604 | 43° 36′ 29″ nord, 3° 52′ 16″ est   |                   |
| Église Saint-Saturnin de Nissan-lez-Enserune                                            | Nissan-lez-Enserune         | Hérault             | Occitanie                  | classé     | « PA00103616 », notice no PA00103616 | 43° 17′ 31″ nord, 3° 07′ 38″ est   |                   |
| Peiro escrito                                                                           | Olargues                    | Hérault             | Occitanie                  | classé     | « PA00103625 », notice no PA00103625 | 43° 31′ 44″ nord, 2° 54′ 36″ est   |                   |
| Hôtel de Lacoste                                                                        | Pézenas                     | Hérault             | Occitanie                  | classé     | « PA00103644 », notice no PA00103644 | 43° 27′ 40″ nord, 3° 25′ 26″ est   |                   |
| Château de la Garenne                                                                   | Poussan                     | Hérault             | Occitanie                  | classé     | « PA00103670 », notice no PA00103670 | 43° 29′ 03″ nord, 3° 40′ 20″ est   |                   |
| Tour des Prisons                                                                        | Saint-Guilhem-le-Désert     | Hérault             | Occitanie                  | inscrit    | « PA00103694 », notice no PA00103694 | 43° 44′ 02″ nord, 3° 33′ 08″ est   |                   |
| Château du Lébous                                                                       | Saint-Mathieu-de-Tréviers   | Hérault             | Occitanie                  | classé     | « PA00103703 », notice no PA00103703 | 43° 45′ 55″ nord, 3° 51′ 11″ est   |                   |
| Château de Clayes-Palys                                                                 | Clayes                      | Ille-et-Vilaine     | Bretagne                   | inscrit    | « PA00090533 », notice no PA00090533 | 48° 10′ 34″ nord, 1° 51′ 04″ ouest |                   |
| Couvent des clarisses urbanistes                                                        | Fougères                    | Ille-et-Vilaine     | Bretagne                   | inscrit    | « PA00090558 », notice no PA00090558 | 48° 21′ 28″ nord, 1° 11′ 56″ ouest |                   |
| Allée couverte de Four-es-Feins                                                         | Miniac-Morvan               | Ille-et-Vilaine     | Bretagne                   | classé     | « PA00090630 », notice no PA00090630 | 48° 29′ 54″ nord, 1° 48′ 31″ ouest |                   |
| Maison des Filles de la Charité                                                         | Rennes                      | Ille-et-Vilaine     | Bretagne                   | inscrit    | « PA00090735 », notice no PA00090735 | 48° 06′ 40″ nord, 1° 41′ 00″ ouest |                   |
| Hôtel de Robien                                                                         | Rennes                      | Ille-et-Vilaine     | Bretagne                   | classé     | « PA00090702 », notice no PA00090702 | 48° 06′ 49″ nord, 1° 40′ 46″ ouest |                   |
| Maison du XVe siècle                                                                    | Rennes                      | Ille-et-Vilaine     | Bretagne                   | inscrit    | « PA00090734 », notice no PA00090734 | 48° 06′ 53″ nord, 1° 40′ 23″ ouest |                   |
| Maison                                                                                  | Vitré                       | Ille-et-Vilaine     | Bretagne                   | inscrit    | « PA35000008 », notice no PA35000008 | 48° 07′ 28″ nord, 1° 12′ 29″ ouest |                   |
| Hôtel-Dieu d'Issoudun                                                                   | Issoudun                    | Indre               | Centre-Val de Loire        | classé     | « PA00097358 », notice no PA00097358 | 46° 56′ 42″ nord, 1° 59′ 36″ est   |                   |
| Château du Châtelier                                                                    | Pommiers                    | Indre               | Centre-Val de Loire        | lassé M    | « PA00097430 », notice no PA00097430 | 46° 31′ 37″ nord, 1° 38′ 35″ est   |                   |
| Église Saint-Martin d'Auzouer-en-Touraine                                               | Auzouer-en-Touraine         | Indre-et-Loire      | Centre-Val de Loire        | inscrit    | « PA00097540 », notice no PA00097540 | 47° 32′ 34″ nord, 0° 55′ 12″ est   |                   |
| Manoir de la Fuye                                                                       | Chinon                      | Indre-et-Loire      | Centre-Val de Loire        | inscrit    | « PA00097687 », notice no PA00097687 | 47° 11′ 52″ nord, 0° 15′ 50″ est   |                   |
| Église Saint-Médard de Dierre                                                           | Dierre                      | Indre-et-Loire      | Centre-Val de Loire        | classé     | « PA00097740 », notice no PA00097740 | 47° 20′ 46″ nord, 0° 57′ 05″ est   |                   |
| Prieuré de Lavaré                                                                       | Fondettes                   | Indre-et-Loire      | Centre-Val de Loire        | inscrit    | « PA00097760 », notice no PA00097760 | 47° 26′ 10″ nord, 0° 36′ 30″ est   |                   |
| Manoir des Basses-Rivières                                                              | Rochecorbon                 | Indre-et-Loire      | Centre-Val de Loire        | inscrit    | « PA00098046 », notice no PA00098046 | 47° 24′ 28″ nord, 0° 44′ 53″ est   |                   |
| Manoir de la Grand'Cour                                                                 | Saint-Avertin               | Indre-et-Loire      | Centre-Val de Loire        | inscrit    | « PA00098058 », notice no PA00098058 | 47° 21′ 25″ nord, 0° 42′ 55″ est   |                   |
| Clos du Bois Rayer                                                                      | Saint-Avertin               | Indre-et-Loire      | Centre-Val de Loire        | inscrit    | « PA00098056 », notice no PA00098056 | 47° 21′ 22″ nord, 0° 42′ 55″ est   |                   |
| Abbaye Saint-Martin                                                                     | Tours                       | Indre-et-Loire      | Centre-Val de Loire        | classé     | « PA00098131 », notice no PA00098131 | 47° 23′ 31″ nord, 0° 41′ 02″ est   |                   |
| Maison                                                                                  | Tours                       | Indre-et-Loire      | Centre-Val de Loire        | classé     | « PA00098210 », notice no PA00098210 | 47° 23′ 42″ nord, 0° 40′ 52″ est   |                   |
| Maisons                                                                                 | Tours                       | Indre-et-Loire      | Centre-Val de Loire        | classé     | « PA00098216 », notice no PA00098216 | 47° 23′ 39″ nord, 0° 40′ 55″ est   |                   |
| Maison                                                                                  | Tours                       | Indre-et-Loire      | Centre-Val de Loire        | classé     | « PA00098211 », notice no PA00098211 | 47° 23′ 41″ nord, 0° 40′ 53″ est   |                   |
| Chapelle des Archevêques de Vernou-sur-Brenne                                           | Vernou-sur-Brenne           | Indre-et-Loire      | Centre-Val de Loire        | classé     | « PA00098280 », notice no PA00098280 | 47° 25′ 19″ nord, 0° 50′ 46″ est   |                   |
| Château de Crolles                                                                      | Crolles                     | Isère               | Auvergne-Rhône-Alpes       | inscrit    | « PA00117172 », notice no PA00117172 | 45° 17′ 07″ nord, 5° 53′ 27″ est   |                   |
| Monastère de Sainte-Marie-d'en-Haut                                                     | Grenoble                    | Isère               | Auvergne-Rhône-Alpes       | classé     | « PA00117195 », notice no PA00117195 | 45° 11′ 42″ nord, 5° 43′ 36″ est   |                   |
| Église Saint-Laurent-des-Prés de Tullins                                                | Tullins                     | Isère               | Auvergne-Rhône-Alpes       | inscrit    | « PA00117300 », notice no PA00117300 | 45° 17′ 47″ nord, 5° 29′ 01″ est   |                   |
| Église Notre-Dame-de-l'Isle                                                             | Vienne                      | Isère               | Auvergne-Rhône-Alpes       | inscrit    | « PA00117322 », notice no PA00117322 | 45° 30′ 14″ nord, 4° 50′ 55″ est   |                   |
| Château de Virieu                                                                       | Virieu                      | Isère               | Auvergne-Rhône-Alpes       | inscrit    | « PA00117355 », notice no PA00117355 | 45° 28′ 46″ nord, 5° 28′ 45″ est   |                   |
| Collège de l'Arc                                                                        | Dole                        | Jura                | Bourgogne-Franche-Comté    | classé     | « PA00101843 », notice no PA00101843 | 47° 05′ 33″ nord, 5° 29′ 27″ est   |                   |
| Sanctuaire gallo-romain du Pont des Arches                                              | Villards-d'Héria            | Jura                | Bourgogne-Franche-Comté    | classé     | « PA00102053 », notice no PA00102053 | 46° 25′ 23″ nord, 5° 44′ 34″ est   |                   |
| Dolmen de la Couture                                                                    | Saint-Hilaire-la-Gravelle   | Loir-et-Cher        | Centre-Val de Loire        | classé     | « PA00098581 », notice no PA00098581 | 47° 56′ 06″ nord, 1° 12′ 30″ est   |                   |
| Maison à pans de bois                                                                   | Charlieu                    | Loire               | Auvergne-Rhône-Alpes       | classé     | « PA00117459 », notice no PA00117459 | 46° 09′ 27″ nord, 4° 10′ 13″ est   |                   |
| Église Saint-Symphorien de Sail-les-Bains                                               | Sail-les-Bains              | Loire               | Auvergne-Rhône-Alpes       | inscrit    | « PA00117570 », notice no PA00117570 | 46° 14′ 16″ nord, 3° 50′ 51″ est   |                   |
| Chapelle des Minimes de Saint-Chamond                                                   | Saint-Chamond               | Loire               | Auvergne-Rhône-Alpes       | inscrit    | « PA00117589 », notice no PA00117589 | 45° 28′ 35″ nord, 4° 30′ 44″ est   |                   |
| Moulin de la Quétraye                                                                   | Mésanger                    | Loire-Atlantique    | Pays de la Loire           | inscrit    | « PA00108641 », notice no PA00108641 | 47° 25′ 47″ nord, 1° 13′ 00″ ouest |                   |
| Château de Chevilly                                                                     | Chevilly                    | Loiret              | Centre-Val de Loire        | classé     | « PA00098751 », notice no PA00098751 | 48° 01′ 34″ nord, 1° 51′ 15″ est   |                   |
| Château de Malesherbes                                                                  | Le Malesherbois             | Loiret              | Centre-Val de Loire        | classé     | « PA00098810 », notice no PA00098810 | 48° 17′ 14″ nord, 2° 24′ 57″ est   |                   |
| Église Notre-Dame-de-la-Nativité de Lasvaux                                             | Cazillac                    | Lot                 | Occitanie                  | classé     | « PA00095055 », notice no PA00095055 | 44° 59′ 43″ nord, 1° 36′ 09″ est   |                   |
| Dolmen du Coustalou                                                                     | Grèzes                      | Lot                 | Occitanie                  | classé     | « PA00095108 », notice no PA00095108 | 44° 37′ 30″ nord, 1° 48′ 49″ est   |                   |
| Abbaye Saint-Pierre de Marcilhac-sur-Célé                                               | Marcilhac-sur-Célé          | Lot                 | Occitanie                  | inscrit    | « PA00095155 », notice no PA00095155 | 44° 33′ 10″ nord, 1° 40′ 19″ est   |                   |
| Immeuble                                                                                | Agen                        | Lot-et-Garonne      | Nouvelle-Aquitaine         | inscrit    | « PA00084050 », notice no PA00084050 | 44° 12′ 13″ nord, 0° 37′ 03″ est   |                   |
| Église Saint-Martin de Goux de Cocumont                                                 | Cocumont                    | Lot-et-Garonne      | Nouvelle-Aquitaine         | inscrit    | « PA00084097 », notice no PA00084097 | 44° 26′ 01″ nord, 0° 03′ 39″ est   |                   |
| Église Saint-Pierre de Massels                                                          | Massels                     | Lot-et-Garonne      | Nouvelle-Aquitaine         | inscrit    | « PA00084167 », notice no PA00084167 | 44° 18′ 52″ nord, 0° 51′ 04″ est   |                   |
| Église Saint-Jean de Prayssas                                                           | Prayssas                    | Lot-et-Garonne      | Nouvelle-Aquitaine         | inscrit    | « PA00084212 », notice no PA00084212 | 44° 17′ 15″ nord, 0° 30′ 32″ est   |                   |
| Église Saint-Christophe de Romestaing                                                   | Romestaing                  | Lot-et-Garonne      | Nouvelle-Aquitaine         | inscrit    | « PA00084217 », notice no PA00084217 | 44° 24′ 58″ nord, 0° 00′ 09″ est   |                   |
| Château du Champ                                                                        | Altier                      | Lozère              | Occitanie                  | inscrit    | « PA00103783 », notice no PA00103783 | 44° 28′ 15″ nord, 3° 51′ 04″ est   |                   |
| Fontaine du Pied-Boulet                                                                 | Angers                      | Maine-et-Loire      | Pays de la Loire           | classé     | « PA00108881 », notice no PA00108881 | 47° 28′ 19″ nord, 0° 33′ 24″ ouest |                   |
| Hôtel Tremblier de la Varenne                                                           | Angers                      | Maine-et-Loire      | Pays de la Loire           | classé     | « PA00108883 », notice no PA00108883 | 47° 28′ 25″ nord, 0° 33′ 01″ ouest |                   |
| Maison de maître                                                                        | Angers                      | Maine-et-Loire      | Pays de la Loire           | classé     | « PA00108872 », notice no PA00108872 | 47° 26′ 34″ nord, 0° 32′ 22″ ouest |                   |
| Hôtel Mauvif de Montergon                                                               | Angers                      | Maine-et-Loire      | Pays de la Loire           | inscrit    | « PA00108926 », notice no PA00108926 | 47° 28′ 36″ nord, 0° 33′ 42″ ouest |                   |
| Église Saint-Laurent                                                                    | Angers                      | Maine-et-Loire      | Pays de la Loire           | classé     | « PA00108877 », notice no PA00108877 | 47° 28′ 39″ nord, 0° 33′ 31″ ouest |                   |
| Hôtel Marcouault                                                                        | Angers                      | Maine-et-Loire      | Pays de la Loire           | inscrit    | « PA00108888 », notice no PA00108888 | 47° 28′ 41″ nord, 0° 33′ 40″ ouest |                   |
| Hôtel Drouet                                                                            | Angers                      | Maine-et-Loire      | Pays de la Loire           | classé     | « PA00108931 », notice no PA00108931 | 47° 28′ 43″ nord, 0° 33′ 37″ ouest |                   |
| Maison                                                                                  | Angers                      | Maine-et-Loire      | Pays de la Loire           | inscrit    | « PA00108935 », notice no PA00108935 | 47° 28′ 10″ nord, 0° 33′ 21″ ouest |                   |
| Prieuré de la Primaudière                                                               | Armaillé                    | Maine-et-Loire      | Pays de la Loire           | classé     | « PA00108947 », notice no PA00108947 | 47° 41′ 47″ nord, 1° 10′ 49″ ouest |                   |
| Prieuré de la Haie-aux-Bonshommes                                                       | Avrillé                     | Maine-et-Loire      | Pays de la Loire           | inscrit    | « PA00108954 », notice no PA00108954 | 47° 29′ 24″ nord, 0° 36′ 08″ ouest |                   |
| Château de la Perrière                                                                  | Avrillé                     | Maine-et-Loire      | Pays de la Loire           | inscrit    | « PA00108953 », notice no PA00108953 | 47° 30′ 25″ nord, 0° 35′ 13″ ouest |                   |
| Église Notre-Dame                                                                       | Les Hauts-d'Anjou           | Maine-et-Loire      | Pays de la Loire           | inscrit    | « PA00108998 », notice no PA00108998 | 47° 42′ 02″ nord, 0° 26′ 56″ ouest |                   |
| Prieuré de Port-l'Abbé                                                                  | Étriché                     | Maine-et-Loire      | Pays de la Loire           | classé     | « PA00109100 », notice no PA00109100 | 47° 40′ 39″ nord, 0° 27′ 48″ ouest |                   |
| Chapelle Notre-Dame-de-Pitié                                                            | Fontevraud-l'Abbaye         | Maine-et-Loire      | Pays de la Loire           | classé     | « PA00109110 », notice no PA00109110 | 47° 10′ 40″ nord, 0° 03′ 19″ est   |                   |
| Maison Les Charmettes                                                                   | Les Garennes sur Loire      | Maine-et-Loire      | Pays de la Loire           | inscrit    | « PA00109142 », notice no PA00109142 | 47° 24′ 25″ nord, 0° 28′ 28″ ouest |                   |
| Église Saint-Germain de Juigné-sur-Loire                                                | Les Garennes sur Loire      | Maine-et-Loire      | Pays de la Loire           | classé     | « PA00109141 », notice no PA00109141 | 47° 24′ 28″ nord, 0° 28′ 31″ ouest |                   |
| Presbytère de Juigné-sur-Loire                                                          | Les Garennes sur Loire      | Maine-et-Loire      | Pays de la Loire           | inscrit    | « PA00109143 », notice no PA00109143 | 47° 24′ 27″ nord, 0° 28′ 30″ ouest |                   |
| Église Saint-Martin-de-Vertou de Linières-Bouton                                        | Noyant-Villages             | Maine-et-Loire      | Pays de la Loire           | classé     | « PA00109147 », notice no PA00109147 | 47° 27′ 39″ nord, 0° 04′ 37″ est   |                   |
| Manoir de Vau                                                                           | Tuffalun                    | Maine-et-Loire      | Pays de la Loire           | inscrit    | « PA00109158 », notice no PA00109158 | 47° 17′ 33″ nord, 0° 19′ 09″ ouest |                   |
| Chapelle de Soussigné                                                                   | Terranjou                   | Maine-et-Loire      | Pays de la Loire           | classé     | « PA00109171 », notice no PA00109171 | 47° 15′ 29″ nord, 0° 24′ 24″ ouest |                   |
| Château du Percher                                                                      | Segré-en-Anjou Bleu         | Maine-et-Loire      | Pays de la Loire           | classé     | « PA00109280 », notice no PA00109280 | 47° 42′ 42″ nord, 0° 42′ 16″ ouest |                   |
| Château de Morains                                                                      | Saumur                      | Maine-et-Loire      | Pays de la Loire           | inscrit    | « PA00109310 », notice no PA00109310 | 47° 14′ 18″ nord, 0° 01′ 22″ ouest |                   |
| Tour Papegault                                                                          | Saumur                      | Maine-et-Loire      | Pays de la Loire           | classé     | « PA00109345 », notice no PA00109345 | 47° 15′ 30″ nord, 0° 04′ 19″ ouest |                   |
| Château du Coudray-Montbault                                                            | Lys-Haut-Layon              | Maine-et-Loire      | Pays de la Loire           | inscrit    | « PA00109406 », notice no PA00109406 | 47° 08′ 20″ nord, 0° 34′ 49″ ouest |                   |
| Château d'Amfreville                                                                    | Amfreville                  | Manche              | Normandie                  | inscrit    | « PA00110319 », notice no PA00110319 | 49° 24′ 55″ nord, 1° 23′ 03″ ouest |                   |
| Hôtel de l'ancienne douane                                                              | Cherbourg-en-Cotentin       | Manche              | Normandie                  | inscrit    | « PA00110367 », notice no PA00110367 | 49° 38′ 21″ nord, 1° 37′ 08″ ouest |                   |
| Château de Tocqueville : façade orientale du XVIIIes. et toitures                       | Tocqueville                 | Manche              | Normandie                  | inscrit    | « PA00110618 », notice no PA00110618 | 49° 40′ 01″ nord, 1° 19′ 45″ ouest |                   |
| Abbaye de Rangéval                                                                      | Geville                     | Meuse               | Grand Est                  | classé     | « PA00106538 », notice no PA00106538 | 48° 45′ 44″ nord, 5° 43′ 25″ est   |                   |
| Dolmen de Goëren                                                                        | Gâvres                      | Morbihan            | Bretagne                   | classé     | « PA00091199 », notice no PA00091199 | 47° 41′ 51″ nord, 3° 21′ 15″ ouest |                   |
| Église Saint-Pierre-et-Saint-Paul                                                       | Guégon                      | Morbihan            | Bretagne                   | classé     | « PA00091232 », notice no PA00091232 | 47° 56′ 20″ nord, 2° 33′ 55″ ouest |                   |
| Calvaire sur socle et autel                                                             | Melrand                     | Morbihan            | Bretagne                   | classé     | « PA00091435 », notice no PA00091435 | 47° 58′ 55″ nord, 3° 06′ 45″ ouest |                   |
| Menhir de Kerara                                                                        | Moustoir-Ac                 | Morbihan            | Bretagne                   | classé     | « PA00091458 », notice no PA00091458 | 47° 49′ 22″ nord, 2° 51′ 24″ ouest |                   |
| Dolmen de Kermorvant                                                                    | Moustoir-Ac                 | Morbihan            | Bretagne                   | classé     | « PA00091456 », notice no PA00091456 | 47° 50′ 55″ nord, 2° 51′ 32″ ouest |                   |
| Chapelle de Sainte-Noyale                                                               | Noyal-Pontivy               | Morbihan            | Bretagne                   | classé     | « PA00091467 », notice no PA00091467 | 48° 04′ 58″ nord, 2° 54′ 05″ ouest |                   |
| Doyenné                                                                                 | Péaule                      | Morbihan            | Bretagne                   | inscrit    | « PA00091471 », notice no PA00091471 | 47° 34′ 51″ nord, 2° 20′ 44″ ouest |                   |
| Beffroi                                                                                 | Cambrai                     | Nord                | Hauts-de-France            | inscrit    | « PA00107416 », notice no PA00107416 | 50° 10′ 27″ nord, 3° 13′ 55″ est   |                   |
| Hôtel d'Ailly-d'Aigremont                                                               | Lille                       | Nord                | Hauts-de-France            | inscrit    | « PA00107591 », notice no PA00107591 | 50° 38′ 20″ nord, 3° 04′ 11″ est   |                   |
| Église Sainte-Marie-Madeleine                                                           | Lille                       | Nord                | Hauts-de-France            | classé     | « PA00107581 », notice no PA00107581 | 50° 38′ 41″ nord, 3° 03′ 48″ est   |                   |
| Abbaye Saint-Lucien                                                                     | Beauvais                    | Oise                | Hauts-de-France            | classé     | « PA00114499 », notice no PA00114499 | 49° 26′ 30″ nord, 2° 04′ 44″ est   |                   |
| Abbaye Notre-Dame de Lieu-Restauré                                                      | Bonneuil-en-Valois          | Oise                | Hauts-de-France            | classé     | « PA00114532 », notice no PA00114532 | 49° 15′ 36″ nord, 2° 58′ 57″ est   |                   |
| Église Notre-Dame-de-l'Assomption de Chantilly                                          | Chantilly                   | Oise                | Hauts-de-France            | classé     | « PA00114579 », notice no PA00114579 | 49° 11′ 40″ nord, 2° 28′ 44″ est   |                   |
| Abbaye de Chaalis                                                                       | Fontaine-Chaalis            | Oise                | Hauts-de-France            | classé     | « PA00114690 », notice no PA00114690 | 49° 08′ 51″ nord, 2° 41′ 12″ est   |                   |
| Catacombes de Champlieu                                                                 | Orrouy                      | Oise                | Hauts-de-France            | inscrit    | « PA00114798 », notice no PA00114798 | 49° 18′ 18″ nord, 2° 50′ 48″ est   |                   |
| Église prieurale de Saint-Leu-d'Esserent                                                | Saint-Leu-d'Esserent        | Oise                | Hauts-de-France            | inscrit    | « PA00114865 », notice no PA00114865 | 49° 13′ 05″ nord, 2° 25′ 19″ est   |                   |
| Maison de la Franc-Maçonnerie                                                           | Alençon                     | Orne                | Normandie                  | inscrit    | « PA00110707 », notice no PA00110707 | 48° 25′ 46″ nord, 0° 05′ 15″ est   |                   |
| Tour Marguerite                                                                         | Argentan                    | Orne                | Normandie                  | classé     | « PA00110730 », notice no PA00110730 | 48° 44′ 46″ nord, 0° 01′ 15″ ouest |                   |
| Église Saint-Évroult                                                                    | Champs                      | Orne                | Normandie                  | classé     | « PA00110768 », notice no PA00110768 | 48° 35′ 06″ nord, 0° 33′ 18″ est   |                   |
| Jardin tropical de Paris                                                                | 12e arrondissement de Paris | Paris               | Île-de-France              | inscrit    | « PA00086585 », notice no PA00086585 | 48° 50′ 00″ nord, 2° 27′ 55″ est   |                   |
| Mobilier national                                                                       | 13e arrondissement de Paris | Paris               | Île-de-France              | classé     | « PA00086602 », notice no PA00086602 | 48° 50′ 01″ nord, 2° 21′ 03″ est   |                   |
| Service technique des constructions navales (incorporé au ministère des armées à Balard | 15e arrondissement de Paris | Paris               | Île-de-France              | inscrit    | « PA00086656 », notice no PA00086656 | 48° 50′ 07″ nord, 2° 16′ 52″ est   |                   |
| Manufacture de porcelaine de Clignancourt                                               | 18e arrondissement de Paris | Paris               | Île-de-France              | inscrit    | « PA00086756 », notice no PA00086756 | 48° 53′ 28″ nord, 2° 20′ 37″ est   |                   |
| Théâtre de l'Atelier                                                                    | 18e arrondissement de Paris | Paris               | Île-de-France              | inscrit    | « PA00086758 », notice no PA00086758 | 48° 53′ 00″ nord, 2° 20′ 32″ est   |                   |
| Bateau-Lavoir                                                                           | 18e arrondissement de Paris | Paris               | Île-de-France              | inscrit    | « PA00086734 », notice no PA00086734 | 48° 53′ 10″ nord, 2° 20′ 16″ est   |                   |
| Galerie Véro-Dodat                                                                      | 1er arrondissement de Paris | Paris               | Île-de-France              | inscrit    | « PA00085995 », notice no PA00085995 | 48° 51′ 46″ nord, 2° 20′ 25″ est   |                   |
| Cimetière de Charonne                                                                   | 20e arrondissement de Paris | Paris               | Île-de-France              | classé     | « PA00086781 », notice no PA00086781 | 48° 51′ 38″ nord, 2° 24′ 13″ est   |                   |
| Siège du Parisien libéré                                                                | 2e arrondissement de Paris  | Paris               | Île-de-France              | inscrit    | « PA00086074 », notice no PA00086074 | 48° 52′ 05″ nord, 2° 20′ 39″ est   |                   |
| Hôtel Brulart                                                                           | 4e arrondissement de Paris  | Paris               | Île-de-France              | inscrit    | « PA00086279 », notice no PA00086279 | 48° 51′ 26″ nord, 2° 21′ 32″ est   |                   |
| Maison des trois porcelets                                                              | 5e arrondissement de Paris  | Paris               | Île-de-France              | inscrit    | « PA00088447 », notice no PA00088447 | 48° 51′ 04″ nord, 2° 20′ 51″ est   |                   |
| Hôtel particulier                                                                       | 7e arrondissement de Paris  | Paris               | Île-de-France              | inscrit    | « PA00088748 », notice no PA00088748 | 48° 51′ 29″ nord, 2° 19′ 42″ est   |                   |
| Monastère de l'Immaculée-Conception                                                     | 7e arrondissement de Paris  | Paris               | Île-de-France              | inscrit    | « PA00088791 », notice no PA00088791 | 48° 51′ 15″ nord, 2° 19′ 27″ est   |                   |
| Fort Mahon                                                                              | Ambleteuse                  | Pas-de-Calais       | Hauts-de-France            | classé     | « PA00107955 », notice no PA00107955 | 50° 48′ 19″ nord, 1° 36′ 02″ est   |                   |
| Donjon de Bours                                                                         | Bours                       | Pas-de-Calais       | Hauts-de-France            | classé     | « PA00108236 », notice no PA00108236 | 50° 27′ 14″ nord, 2° 24′ 38″ est   |                   |
| Château de La Buissière                                                                 | Bruay-la-Buissière          | Pas-de-Calais       | Hauts-de-France            | inscrit    | « PA00108239 », notice no PA00108239 | 50° 29′ 32″ nord, 2° 33′ 35″ est   |                   |
| Château de Couin                                                                        | Couin                       | Pas-de-Calais       | Hauts-de-France            | inscrit    | « PA00108259 », notice no PA00108259 | 50° 08′ 07″ nord, 2° 31′ 53″ est   |                   |
| Commanderie de Chanonat                                                                 | Chanonat                    | Puy-de-Dôme         | Auvergne-Rhône-Alpes       | inscrit    | « PA00091948 », notice no PA00091948 | 45° 41′ 32″ nord, 3° 05′ 50″ est   |                   |
| Château de La Roche                                                                     | Chaptuzat                   | Puy-de-Dôme         | Auvergne-Rhône-Alpes       | inscrit    | « PA00091953 », notice no PA00091953 | 46° 01′ 35″ nord, 3° 10′ 26″ est   |                   |
| Menhir de la Sarre                                                                      | Clermont-Ferrand            | Puy-de-Dôme         | Auvergne-Rhône-Alpes       | classé     | « PA00092034 », notice no PA00092034 | 45° 45′ 33″ nord, 3° 07′ 41″ est   |                   |
| Chapelle de la Visitation                                                               | Clermont-Ferrand            | Puy-de-Dôme         | Auvergne-Rhône-Alpes       | inscrit    | « PA00091983 », notice no PA00091983 | 45° 46′ 51″ nord, 3° 05′ 35″ est   |                   |
| Immeuble                                                                                | Clermont-Ferrand            | Puy-de-Dôme         | Auvergne-Rhône-Alpes       | inscrit    | « PA00092017 », notice no PA00092017 | 45° 46′ 46″ nord, 3° 05′ 17″ est   |                   |
| Maison                                                                                  | Combronde                   | Puy-de-Dôme         | Auvergne-Rhône-Alpes       | inscrit    | « PA00092084 », notice no PA00092084 | 45° 58′ 45″ nord, 3° 05′ 19″ est   |                   |
| Sanctuaire de Saint-Genes                                                               | Coudes                      | Puy-de-Dôme         | Auvergne-Rhône-Alpes       | classé     | « PA00092087 », notice no PA00092087 | 45° 36′ 58″ nord, 3° 12′ 35″ est   |                   |
| Hôtel Bohier                                                                            | Issoire                     | Puy-de-Dôme         | Auvergne-Rhône-Alpes       | inscrit    | « PA00092141 », notice no PA00092141 | 45° 32′ 35″ nord, 3° 14′ 54″ est   |                   |
| Église Notre-Dame de Manglieu                                                           | Manglieu                    | Puy-de-Dôme         | Auvergne-Rhône-Alpes       | inscrit    | « PA00092163 », notice no PA00092163 | 45° 36′ 41″ nord, 3° 21′ 05″ est   |                   |
| Église Sainte-Eulalie de Fuilla                                                         | Fuilla                      | Pyrénées-Orientales | Occitanie                  | classé     | « PA00104032 », notice no PA00104032 | 42° 34′ 03″ nord, 2° 21′ 26″ est   |                   |
| Église Sainte-Eulalie de Millas                                                         | Millas                      | Pyrénées-Orientales | Occitanie                  | inscrit    | « PA00104047 », notice no PA00104047 | 42° 41′ 31″ nord, 2° 41′ 48″ est   |                   |
| Château de la Roca d'Anyer                                                              | Nyer                        | Pyrénées-Orientales | Occitanie                  | inscrit    | « PA00104053 », notice no PA00104053 | 42° 31′ 36″ nord, 2° 16′ 51″ est   |                   |
| Église Saint-Jacques de Nyer                                                            | Nyer                        | Pyrénées-Orientales | Occitanie                  | inscrit    | « PA00104054 », notice no PA00104054 | 42° 31′ 58″ nord, 2° 16′ 33″ est   |                   |
| Pierre incrustée                                                                        | Perpignan                   | Pyrénées-Orientales | Occitanie                  | inscrit    | « PA00104088 », notice no PA00104088 | 42° 41′ 56″ nord, 2° 53′ 53″ est   |                   |
| Hôtel Saint-Antoine                                                                     | Perpignan                   | Pyrénées-Orientales | Occitanie                  | inscrit    | « PA00104078 », notice no PA00104078 | 42° 42′ 00″ nord, 2° 53′ 52″ est   |                   |
| Église Sainte-Félicité de Sournia                                                       | Sournia                     | Pyrénées-Orientales | Occitanie                  | classé     | « PA00104136 », notice no PA00104136 | 42° 43′ 42″ nord, 2° 26′ 31″ est   |                   |
| Chapelle Saint-Michel de Sournia                                                        | Sournia                     | Pyrénées-Orientales | Occitanie                  | classé     | « PA00104135 », notice no PA00104135 | 42° 43′ 26″ nord, 2° 25′ 40″ est   |                   |
| Caune de l'Arago                                                                        | Tautavel                    | Pyrénées-Orientales | Occitanie                  | classé     | « PA00104141 », notice no PA00104141 | 42° 50′ 22″ nord, 2° 45′ 18″ est   |                   |
| Bâtiment communal et enfeu de l'ancien cimetière                                        | Villefranche-de-Conflent    | Pyrénées-Orientales | Occitanie                  | inscrit    | « PA00104147 », notice no PA00104147 | 42° 35′ 11″ nord, 2° 21′ 57″ est   |                   |
| Maison Durand Raoul                                                                     | Villefranche-de-Conflent    | Pyrénées-Orientales | Occitanie                  | inscrit    | « PA00104160 », notice no PA00104160 | 42° 35′ 14″ nord, 2° 22′ 05″ est   |                   |
| Maison d'Inès de Llad                                                                   | Villefranche-de-Conflent    | Pyrénées-Orientales | Occitanie                  | inscrit    | « PA00104161 », notice no PA00104161 | 42° 35′ 14″ nord, 2° 22′ 03″ est   |                   |
| Maison Marty Joseph                                                                     | Villefranche-de-Conflent    | Pyrénées-Orientales | Occitanie                  | inscrit    | « PA00104165 », notice no PA00104165 | 42° 35′ 13″ nord, 2° 21′ 57″ est   |                   |
| Maison Tafanelli                                                                        | Villefranche-de-Conflent    | Pyrénées-Orientales | Occitanie                  | inscrit    | « PA00104168 », notice no PA00104168 | 42° 35′ 14″ nord, 2° 22′ 07″ est   |                   |
| Maison Verges Jacques                                                                   | Villefranche-de-Conflent    | Pyrénées-Orientales | Occitanie                  | inscrit    | « PA00104169 », notice no PA00104169 | 42° 35′ 15″ nord, 2° 22′ 06″ est   |                   |
| Maison                                                                                  | Villefranche-de-Conflent    | Pyrénées-Orientales | Occitanie                  | inscrit    | « PA00104172 », notice no PA00104172 |                                    |                   |
| Maison                                                                                  | Villefranche-de-Conflent    | Pyrénées-Orientales | Occitanie                  | inscrit    | « PA00104173 », notice no PA00104173 | 42° 35′ 13″ nord, 2° 22′ 01″ est   |                   |
| Maison Carreras                                                                         | Villefranche-de-Conflent    | Pyrénées-Orientales | Occitanie                  | inscrit    | « PA00104157 », notice no PA00104157 | 42° 35′ 13″ nord, 2° 22′ 08″ est   |                   |
| Maison Deixonne                                                                         | Villefranche-de-Conflent    | Pyrénées-Orientales | Occitanie                  | inscrit    | « PA00104158 », notice no PA00104158 | 42° 35′ 12″ nord, 2° 22′ 00″ est   |                   |
| Maison Durand Henriette                                                                 | Villefranche-de-Conflent    | Pyrénées-Orientales | Occitanie                  | inscrit    | « PA00104159 », notice no PA00104159 | 42° 35′ 13″ nord, 2° 21′ 59″ est   |                   |
| Maison Marty Jacques                                                                    | Villefranche-de-Conflent    | Pyrénées-Orientales | Occitanie                  | inscrit    | « PA00104164 », notice no PA00104164 | 42° 35′ 13″ nord, 2° 21′ 56″ est   |                   |
| Maison Maury Emile                                                                      | Villefranche-de-Conflent    | Pyrénées-Orientales | Occitanie                  | inscrit    | « PA00104167 », notice no PA00104167 | 42° 35′ 14″ nord, 2° 22′ 04″ est   |                   |
| Hôpital                                                                                 | Villefranche-de-Conflent    | Pyrénées-Orientales | Occitanie                  | inscrit    | « PA00104150 », notice no PA00104150 | 42° 35′ 13″ nord, 2° 22′ 03″ est   |                   |
| Hôtel de ville                                                                          | Villefranche-de-Conflent    | Pyrénées-Orientales | Occitanie                  | inscrit    | « PA00104151 », notice no PA00104151 | 42° 35′ 13″ nord, 2° 21′ 59″ est   |                   |
| Maison Verges Jacques                                                                   | Villefranche-de-Conflent    | Pyrénées-Orientales | Occitanie                  | inscrit    | « PA00104127 », notice no PA00104127 | 42° 35′ 15″ nord, 2° 22′ 07″ est   |                   |
| Maison Berjoan Léon                                                                     | Villefranche-de-Conflent    | Pyrénées-Orientales | Occitanie                  | inscrit    | « PA00104156 », notice no PA00104156 | 42° 35′ 13″ nord, 2° 21′ 59″ est   |                   |
| Maison Verges Pierre                                                                    | Villefranche-de-Conflent    | Pyrénées-Orientales | Occitanie                  | inscrit    | « PA00104170 », notice no PA00104170 | 42° 35′ 15″ nord, 2° 22′ 07″ est   |                   |
| Maison Py Cécile                                                                        | Villefranche-de-Conflent    | Pyrénées-Orientales | Occitanie                  | inscrit    | « PA00104171 », notice no PA00104171 | 42° 35′ 13″ nord, 2° 21′ 59″ est   |                   |
| Maison                                                                                  | Villefranche-de-Conflent    | Pyrénées-Orientales | Occitanie                  | inscrit    | « PA00104174 », notice no PA00104174 | 42° 35′ 12″ nord, 2° 22′ 01″ est   |                   |
| Maison Autié                                                                            | Villefranche-de-Conflent    | Pyrénées-Orientales | Occitanie                  | inscrit    | « PA00104154 », notice no PA00104154 | 42° 35′ 12″ nord, 2° 21′ 57″ est   |                   |
| Maison Berjoan                                                                          | Villefranche-de-Conflent    | Pyrénées-Orientales | Occitanie                  | inscrit    | « PA00104155 », notice no PA00104155 | 42° 35′ 14″ nord, 2° 22′ 01″ est   |                   |
| Maison de l'Infante                                                                     | Villefranche-de-Conflent    | Pyrénées-Orientales | Occitanie                  | inscrit    | « PA00104162 », notice no PA00104162 | 42° 35′ 14″ nord, 2° 22′ 05″ est   |                   |
| Maison Laporte                                                                          | Villefranche-de-Conflent    | Pyrénées-Orientales | Occitanie                  | inscrit    | « PA00104163 », notice no PA00104163 | 42° 35′ 13″ nord, 2° 22′ 01″ est   |                   |
| Maison Masdeu                                                                           | Villefranche-de-Conflent    | Pyrénées-Orientales | Occitanie                  | inscrit    | « PA00104166 », notice no PA00104166 | 42° 35′ 13″ nord, 2° 22′ 00″ est   |                   |
| Édifice gallo-romain de forme rectangulaire                                             | 5e arrondissement de Lyon   | Rhône               | Auvergne-Rhône-Alpes       | classé     | « PA00117793 », notice no PA00117793 | 45° 45′ 54″ nord, 4° 49′ 32″ est   |                   |
| Immeuble                                                                                | 2e arrondissement de Lyon   | Rhône               | Auvergne-Rhône-Alpes       | classé     | « PA00117862 », notice no PA00117862 | 45° 45′ 21″ nord, 4° 49′ 48″ est   |                   |
| Immeuble                                                                                | 5e arrondissement de Lyon   | Rhône               | Auvergne-Rhône-Alpes       | inscrit    | « PA00117869 », notice no PA00117869 | 45° 45′ 21″ nord, 4° 48′ 59″ est   |                   |
| Pont de la Libération                                                                   | Esbly                       | Seine-et-Marne      | Île-de-France              | inscrit    | « PA00086950 », notice no PA00086950 | 48° 54′ 42″ nord, 2° 48′ 55″ est   |                   |
| Château de Vaux-le-Vicomte                                                              | Maincy                      | Seine-et-Marne      | Île-de-France              | classé     | « PA00087074 », notice no PA00087074 | 48° 33′ 57″ nord, 2° 42′ 51″ est   |                   |
| Église Saint-Joseph                                                                     | Le Havre                    | Seine-Maritime      | Normandie                  | inscrit    | « PA00100697 », notice no PA00100697 | 49° 29′ 27″ nord, 0° 06′ 04″ est   |                   |
| Abbaye de Valmont                                                                       | Valmont                     | Seine-Maritime      | Normandie                  | inscrit    | « PA00101075 », notice no PA00101075 | 49° 44′ 40″ nord, 0° 30′ 55″ est   |                   |
| Hôtel-Dieu                                                                              | Amiens                      | Somme               | Hauts-de-France            | inscrit    | « PA00116060 », notice no PA00116060 | 49° 53′ 55″ nord, 2° 18′ 02″ est   |                   |
| Palais de l'évêché d'Amiens                                                             | Amiens                      | Somme               | Hauts-de-France            | inscrit    | « PA00116054 », notice no PA00116054 | 49° 53′ 43″ nord, 2° 18′ 09″ est   |                   |
| Église Saint-Josse de Béhen                                                             | Béhen                       | Somme               | Hauts-de-France            | inscrit    | « PA00116092 », notice no PA00116092 | 50° 03′ 24″ nord, 1° 45′ 22″ est   |                   |
| Château de Dompierre-sur-Authie                                                         | Dompierre-sur-Authie        | Somme               | Hauts-de-France            | inscrit    | « PA00116134 », notice no PA00116134 | 50° 18′ 15″ nord, 1° 55′ 13″ est   |                   |
| Château de Ham                                                                          | Ham                         | Somme               | Hauts-de-France            | inscrit    | « PA00116172 », notice no PA00116172 | 49° 44′ 35″ nord, 3° 04′ 26″ est   |                   |
| Château de Lucheux                                                                      | Lucheux                     | Somme               | Hauts-de-France            | classé     | « PA00116194 », notice no PA00116194 | 50° 11′ 53″ nord, 2° 24′ 36″ est   |                   |
| Abbatiale de Saint-Riquier                                                              | Saint-Riquier               | Somme               | Hauts-de-France            | classé     | « PA00116244 », notice no PA00116244 | 50° 08′ 03″ nord, 1° 56′ 55″ est   |                   |
| Maison Napoléon                                                                         | Saint-Riquier               | Somme               | Hauts-de-France            | inscrit    | « PA00116248 », notice no PA00116248 | 50° 08′ 00″ nord, 1° 56′ 48″ est   |                   |
| Palais de la Berbie                                                                     | Albi                        | Tarn                | Occitanie                  | classé     | « PA00095480 », notice no PA00095480 | 43° 55′ 45″ nord, 2° 08′ 36″ est   |                   |
| Église Sainte-Marie-Madeleine du Bellay-en-Vexin                                        | Le Bellay-en-Vexin          | Val-d'Oise          | Île-de-France              | classé     | « PA00080001 », notice no PA00080001 | 49° 09′ 04″ nord, 1° 53′ 15″ est   |                   |
| Pavillon chinois de Cassan                                                              | L'Isle-Adam                 | Val-d'Oise          | Île-de-France              | inscrit    | « PA00080096 », notice no PA00080096 | 49° 07′ 01″ nord, 2° 13′ 53″ est   |                   |
| Maison de Henri II                                                                      | Magny-en-Vexin              | Val-d'Oise          | Île-de-France              | inscrit    | « PA00080115 », notice no PA00080115 | 49° 09′ 18″ nord, 1° 47′ 08″ est   |                   |
| Abbaye Notre-Dame du Val                                                                | Mériel                      | Val-d'Oise          | Île-de-France              | classé     | « PA00080123 », notice no PA00080123 | 49° 04′ 58″ nord, 2° 13′ 35″ est   |                   |
| Colombier de Boulonville                                                                | Parmain                     | Val-d'Oise          | Île-de-France              | inscrit    | « PA00080157 », notice no PA00080157 | 49° 08′ 04″ nord, 2° 12′ 18″ est   |                   |
| Fontaine de La Roche-Guyon                                                              | La Roche-Guyon              | Val-d'Oise          | Île-de-France              | inscrit    | « PA00080183 », notice no PA00080183 | 49° 04′ 52″ nord, 1° 37′ 46″ est   |                   |
| Château du Maréchal de Catinat                                                          | Saint-Gratien               | Val-d'Oise          | Île-de-France              | inscrit    | « PA00080196 », notice no PA00080196 | 48° 58′ 16″ nord, 2° 17′ 04″ est   |                   |
| Église Saint-Denis du Thillay                                                           | Le Thillay                  | Val-d'Oise          | Île-de-France              | inscrit    | « PA00080215 », notice no PA00080215 | 49° 00′ 04″ nord, 2° 28′ 08″ est   |                   |
| Château de Vins                                                                         | Vins-sur-Caramy             | Var                 | Provence-Alpes-Côte d'Azur | inscrit    | « PA00081778 », notice no PA00081778 | 43° 25′ 57″ nord, 6° 08′ 36″ est   |                   |
| Chapelle Saint-Charles                                                                  | Avignon                     | Vaucluse            | Provence-Alpes-Côte d'Azur | classé     | « PA00081820 », notice no PA00081820 | 43° 56′ 45″ nord, 4° 48′ 12″ est   |                   |
| Hôtel de Montaigu                                                                       | Avignon                     | Vaucluse            | Provence-Alpes-Côte d'Azur | classé     | « PA00081865 », notice no PA00081865 | 43° 56′ 49″ nord, 4° 48′ 42″ est   |                   |
| Remparts du Thor                                                                        | Le Thor                     | Vaucluse            | Provence-Alpes-Côte d'Azur | inscrit    | « PA00082174 », notice no PA00082174 | 43° 55′ 43″ nord, 4° 59′ 38″ est   |                   |
| Chapelle Saint-Jean-Baptiste des Epesses                                                | Les Epesses                 | Vendée              | Pays de la Loire           | inscrit    | « PA00110088 », notice no PA00110088 | 46° 53′ 01″ nord, 0° 53′ 56″ ouest |                   |
| Château de la Flocellière                                                               | Sèvremont                   | Vendée              | Pays de la Loire           | inscrit    | « PA00110094 », notice no PA00110094 | 46° 50′ 06″ nord, 0° 51′ 42″ ouest |                   |
| Donjon de Curçay-sur-Dive                                                               | Curçay-sur-Dive             | Vienne              | Nouvelle-Aquitaine         | classé     | « PA00105445 », notice no PA00105445 | 47° 00′ 46″ nord, 0° 03′ 22″ ouest |                   |
| Abbaye Saint-Martin de Ligugé                                                           | Ligugé                      | Vienne              | Nouvelle-Aquitaine         | classé     | « PA00105495 », notice no PA00105495 | 46° 31′ 01″ nord, 0° 19′ 52″ est   |                   |
| Chantrerie Saint-Hilaire                                                                | Poitiers                    | Vienne              | Nouvelle-Aquitaine         | inscrit    | « PA00105587 », notice no PA00105587 | 46° 34′ 42″ nord, 0° 20′ 05″ est   |                   |
| Palais abbatial                                                                         | Remiremont                  | Vosges              | Grand Est                  | inscrit    | « PA00107257 », notice no PA00107257 | 48° 00′ 56″ nord, 6° 35′ 30″ est   |                   |
| Église Saint-Étienne d'Épineuil                                                         | Épineuil                    | Yonne               | Bourgogne-Franche-Comté    | inscrit    | « PA00113680 », notice no PA00113680 | 47° 52′ 27″ nord, 3° 58′ 53″ est   |                   |
| Église Saint-Marcel de Molosmes                                                         | Molosmes                    | Yonne               | Bourgogne-Franche-Comté    | classé     | « PA00113745 », notice no PA00113745 | 47° 53′ 15″ nord, 4° 02′ 37″ est   |                   |
| Église Saint-Marcel de Rugny                                                            | Rugny                       | Yonne               | Bourgogne-Franche-Comté    | inscrit    | « PA00113801 », notice no PA00113801 | 47° 53′ 58″ nord, 4° 08′ 37″ est   |                   |
| Église Saint-Pierre-le-Rond                                                             | Sens                        | Yonne               | Bourgogne-Franche-Comté    | classé     | « PA00113856 », notice no PA00113856 | 48° 11′ 47″ nord, 3° 16′ 53″ est   |                   |
| Église Saint-Pregts de Sens                                                             | Sens                        | Yonne               | Bourgogne-Franche-Comté    | classé     | « PA00113857 », notice no PA00113857 | 48° 11′ 33″ nord, 3° 17′ 05″ est   |                   |
| Château de Bazemont                                                                     | Bazemont                    | Yvelines            | Île-de-France              | inscrit    | « PA00087366 », notice no PA00087366 | 48° 55′ 42″ nord, 1° 51′ 55″ est   |                   |
| Croix de l'Aunay                                                                        | Crespières                  | Yvelines            | Île-de-France              | inscrit    | « PA00087415 », notice no PA00087415 | 48° 52′ 32″ nord, 1° 56′ 50″ est   |                   |
| Église Saint-Germain-d'Auxerre de Gazeran                                               | Gazeran                     | Yvelines            | Île-de-France              | inscrit    | « PA00087443 », notice no PA00087443 | 48° 38′ 04″ nord, 1° 46′ 26″ est   |                   |
| Porte aux Prêtres                                                                       | Mantes-la-Jolie             | Yvelines            | Île-de-France              | inscrit    | « PA00087510 », notice no PA00087510 | 48° 59′ 24″ nord, 1° 43′ 18″ est   |                   |
| Église Saint-Remy de Marcq                                                              | Marcq                       | Yvelines            | Île-de-France              | inscrit    | « PA00087520 », notice no PA00087520 | 48° 51′ 35″ nord, 1° 49′ 04″ est   |                   |
| Pont aux Perches                                                                        | Meulan-en-Yvelines          | Yvelines            | Île-de-France              | inscrit    | « PA00087539 », notice no PA00087539 | 49° 00′ 14″ nord, 1° 54′ 36″ est   |                   |
| Château de Millemont                                                                    | Millemont                   | Yvelines            | Île-de-France              | classé     | « PA00087543 », notice no PA00087543 | 48° 48′ 27″ nord, 1° 44′ 19″ est   |                   |
| Église Saint-Wandrille du Pecq                                                          | Le Pecq                     | Yvelines            | Île-de-France              | inscrit    | « PA00087562 », notice no PA00087562 | 48° 53′ 45″ nord, 2° 06′ 09″ est   |                   |
| Villa Savoye                                                                            | Poissy                      | Yvelines            | Île-de-France              | classé     | « PA00087573 », notice no PA00087573 | 48° 55′ 28″ nord, 2° 01′ 42″ est   |                   |
| Hôtel de ville de Rambouillet                                                           | Rambouillet                 | Yvelines            | Île-de-France              | inscrit    | « PA00087583 », notice no PA00087583 | 48° 38′ 43″ nord, 1° 49′ 11″ est   |                   |
| Bailliage de Rochefort-en-Yvelines                                                      | Rochefort-en-Yvelines       | Yvelines            | Île-de-France              | inscrit    | « PA00087588 », notice no PA00087588 | 48° 35′ 07″ nord, 1° 59′ 18″ est   |                   |
| Quartier de Noailles                                                                    | Versailles                  | Yvelines            | Île-de-France              | classé     | « PA00087699 », notice no PA00087699 | 48° 48′ 06″ nord, 2° 08′ 03″ est   |                   |
| Maison La Colette                                                                       | Versailles                  | Yvelines            | Île-de-France              | inscrit    | « PA00087761 », notice no PA00087761 | 48° 47′ 42″ nord, 2° 07′ 31″ est   |                   |

## Anciennes protections
| Édifice               | Commune              | Département       | Région        | Protection         | Base Mérimée                         | Coordonnées                      | Image |
| --------------------- | -------------------- | ----------------- | ------------- | ------------------ | ------------------------------------ | -------------------------------- | ----- |
| Château de Saint-Ouen | Saint-Ouen-sur-Seine | Seine-Saint-Denis | Île-de-France | classé Annulé 2019 | « PA00079960 », notice no PA00079960 | 48° 55′ 00″ nord, 2° 19′ 46″ est |       |